# Köprü-Irmağı-Becken
Das Becken des Köprü Irmağı liegt im Süden der Türkei in der Mittelmeerregion innerhalb der Provinzen von Antalya und Isparta zwischen 30° 20' und 32° 35' östlicher Länge und 36° 07' und 38° 29' nördlicher Breite. Es erstreckt sich, eingebettet in die östlichen Taurus-Stränge der Kurve von Isparta, mit einer Länge von etwa 120 km in nahezu nord-südlicher Richtung zwischen dem Kuyucak-Gebirge, das es im Westen vom Aksu-Becken trennt, den Dedegöl Dağları im Osten, die es zum Becken des Beyşehir Gölü, Suğla Gölü sowie zum Taşeli-Plateau hin abgrenzen, und im Norden dem Anamas-Gebirge, einem Teil der Dedegöl Dağları. Sein Hauptgewässer ist mit seinem Quellgebiet zwischen Eğirdir Gölü und Beyşehir Gölü der Köprü Irmağı (auch Köprü Suyu, Köprü Çayı, in der Antike Eurymedon), der eine wichtige Rolle bei der geomorphologischen Ausbildung des Gebietes spielt und das Becken mit einer Gesamtfläche von 2350 km² entwässert.

## Allgemeiner Flussverlauf

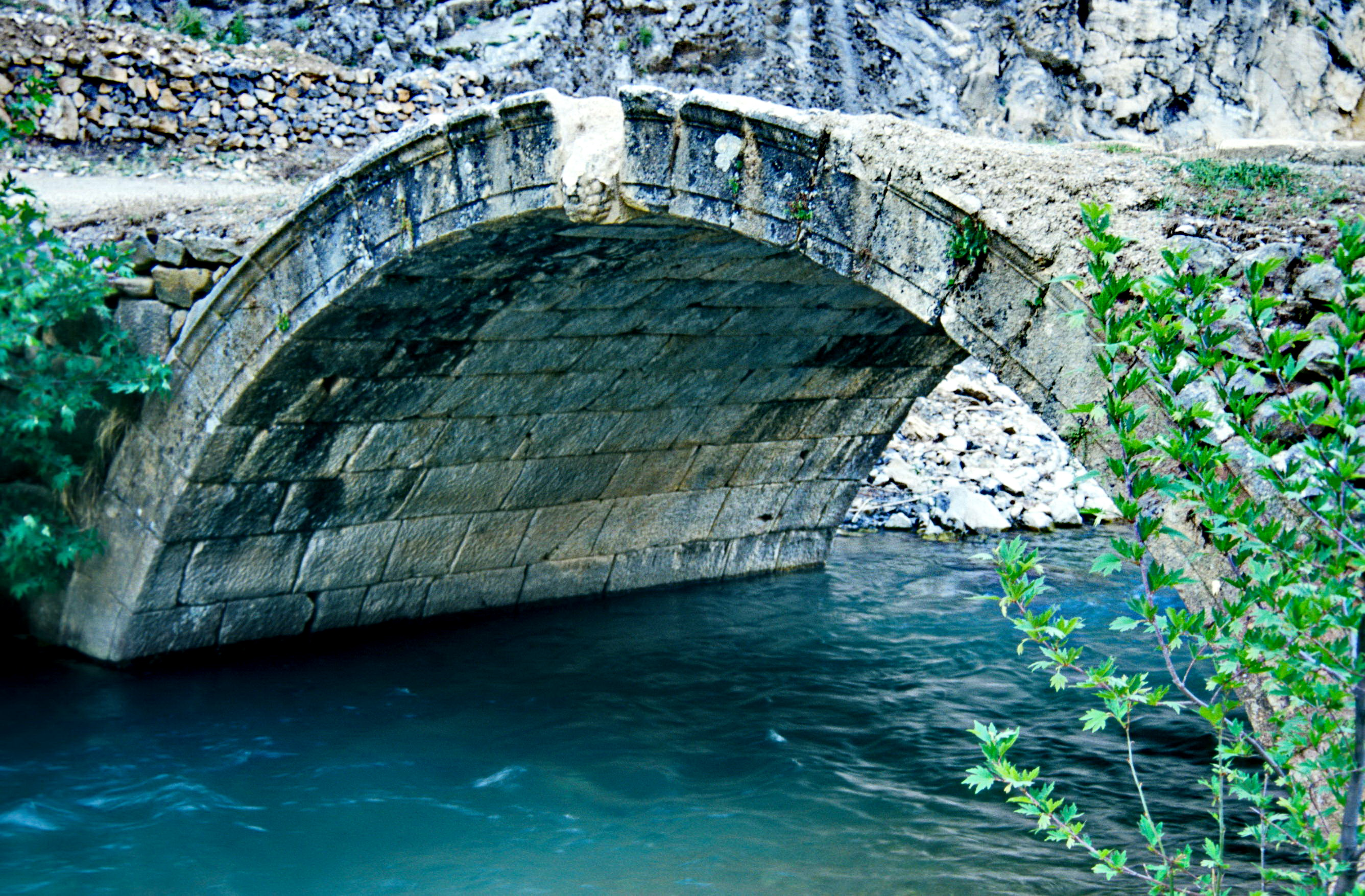
Einfach gewölbte römische Brücke (Zindan Roma Köprüsü) bei Aksu über den Aksu Çayı (Köprü Irmağı), die das Zindan-Heiligtum mit einem südlich gelegenen Friedhof verbindet.

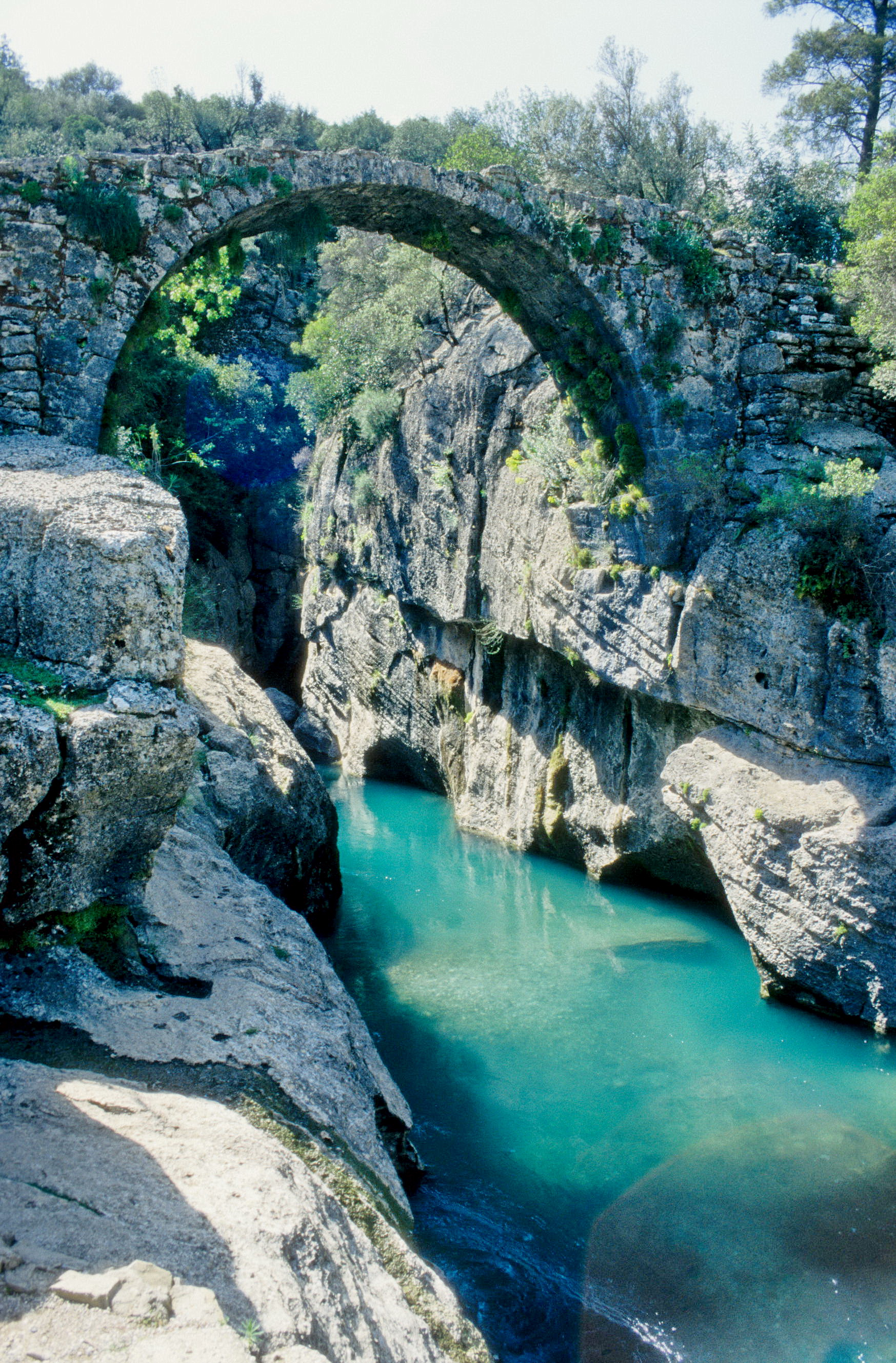
Das Bild zeigt die Oluk Köprü im Köprülü-Canyon 1997 vor der Restaurierung.

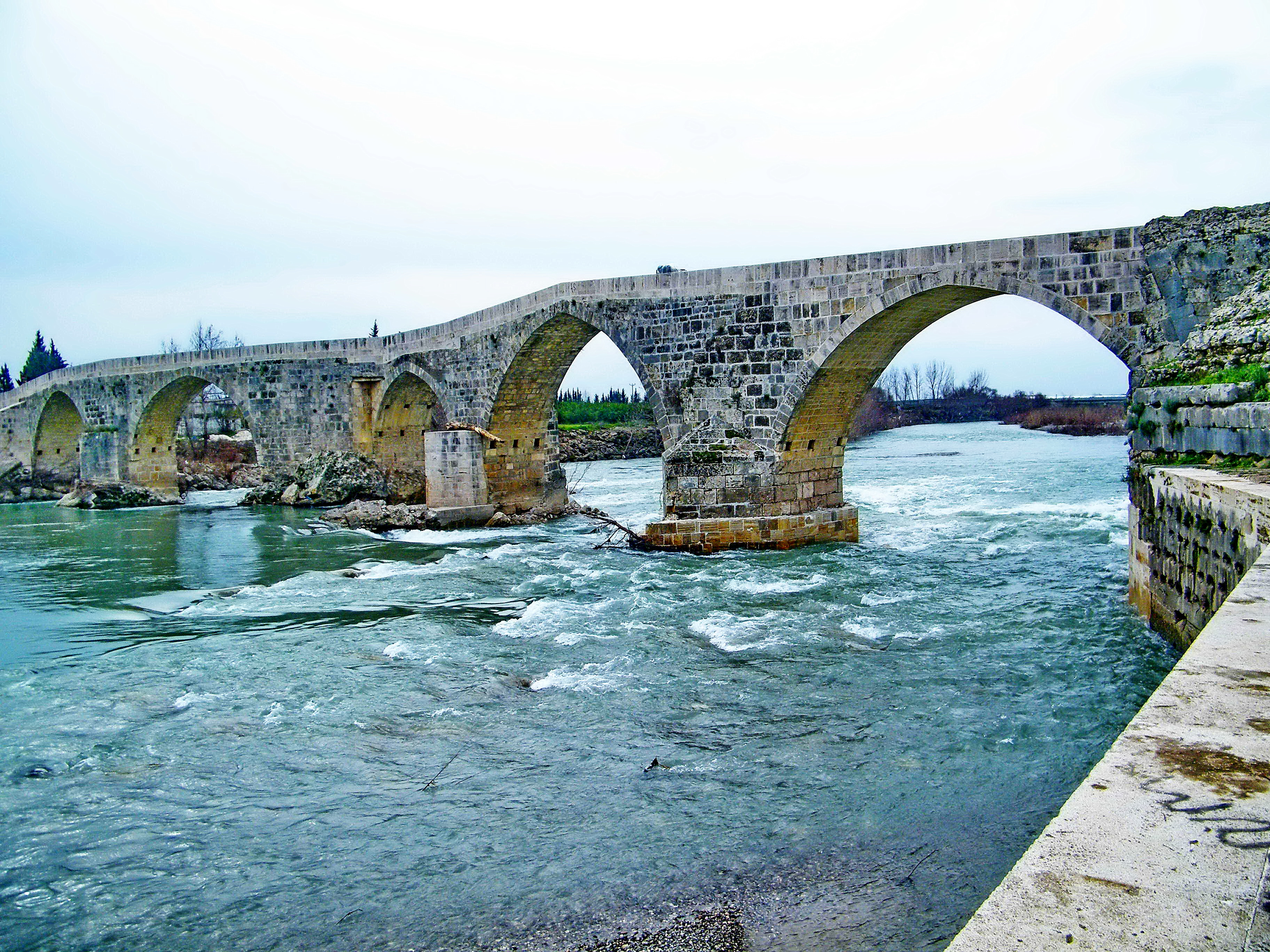
Die Eurymedonbrücke (Köprüpazar Köprüsü) bei Aspendos über den Köprü Irmağı wurde auf den Fundamenten einer römischen 9-bögigen Brücke als Spitzbogenbrücke im 13. Jahrhundert von den Seldschuken erneuert.

Seinen Namen verdankt der Köprü Irmağı (Brückenfluss) drei historischen Brückenbauten, der „Zindan Roma Köprüsü“ bei Aksu im nördlichen Quellbereich, der „Oluk Köprü“ (auch Eurymedonbrücke) im Köprülü-Canyon im Mittellauf und der „Eurymedonbrücke“ (auch Köprüpazar Köprüsü) im Unterlauf des Flusses bei Aspendos. Seine ersten Quellen entspringen dem Anamas-Gebirge (2374 m), wo der anfängliche Bach von Wäldern umgebene Täler durchquert und durch enge Schluchten fließt. In seinem zentralen Teil durchquert er extrem enge und tiefe, steilwandige canyonartige Schluchten, in die selbst die Sonne kaum eindringen kann. Das Wasser strömt dort sehr schnell und erhält das Aussehen eines vollen Flusses. Im unteren Teil fließt der Fluss zügig durch ein flaches, bis zu 120 m breites Bett zwischen Flussinseln hindurch und ergießt sich mit einer einzigen Mündung ins Mittelmeer.

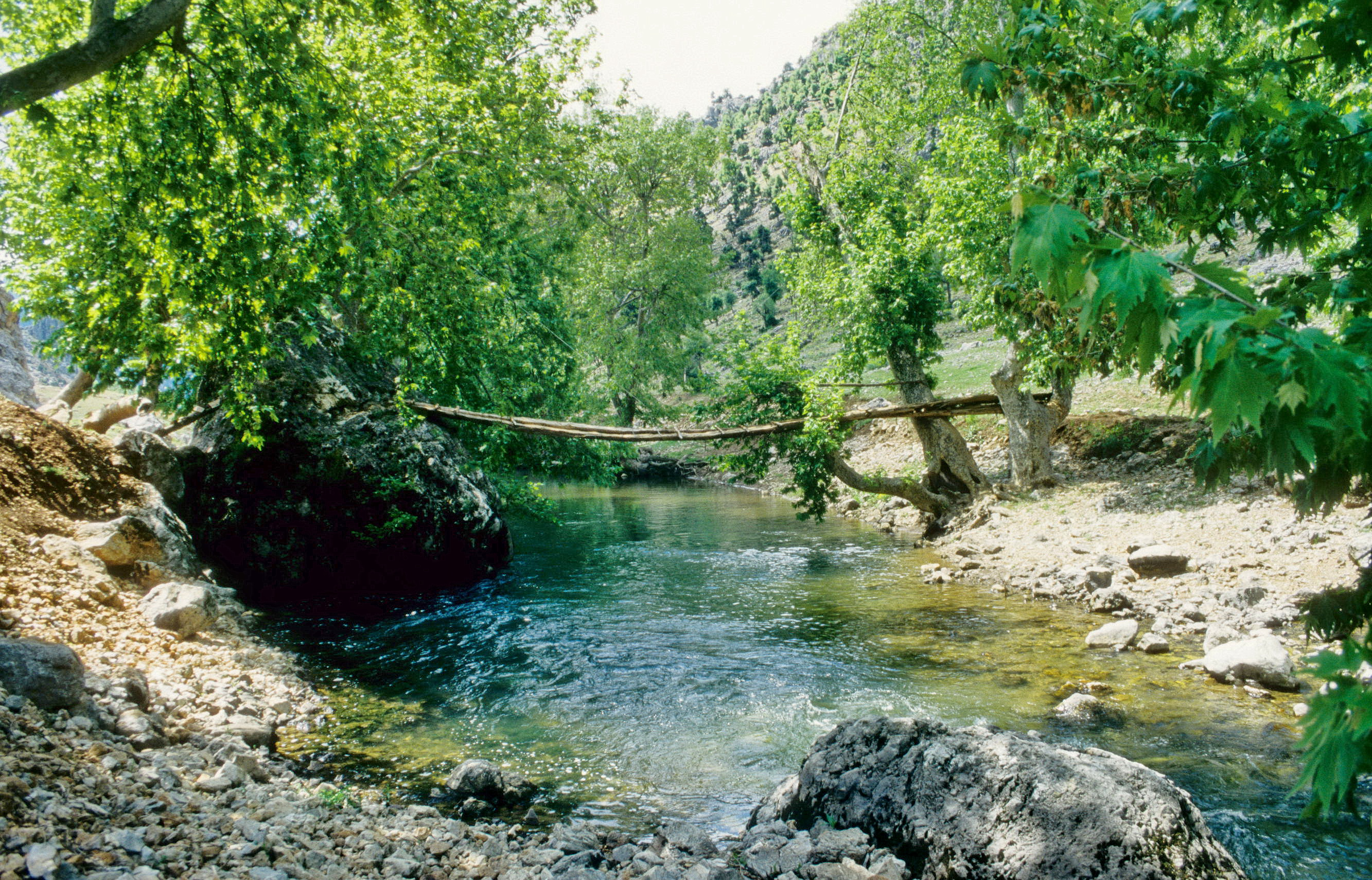
Als Ayvalı Çayı passiert der Köprü Irmağı die Dörfer Yukarı Ayvalı und Aşağı Ayvalı, fließt in die Belence-Enge und verbindet sich mit dem Karacahisar Deresi, der von den Südhängen des Sarı İdris Dağı (2150 m) von Norden kommt.

Das 184 km lange Hauptgewässer der Köprü-Irmağı-Senke beginnt seinen Lauf östlich des Eğirdir-Sees etwa 10 km nördlich von Aksu als Aksu Çayı im oberen Becken des Köprü Irmağı beim Kayabaşı (Gök) Tepe und dem Akpınar Dağı östlich des 2151 m hohen Sarıidris Dağı (auch İkIz Tepe) auf einer Höhe von 1950 bis 2000 m auf der Sorgun-Hochebene. In diesem Teil wird der Fluss von reichlichen Quellen gespeist, u. a. von zahlreichen Karstquellen von Başpınar im Norden des Kreises Aksu in der Provinz Isparta und erreicht das Mittelmeer im Kreis Serik östlich von Antalya. Der Köprü Irmağı entwässert sein Becken mit 5030 Nebenflüssen mit einer Gesamtlänge von 3863 km. Die große Wassersammelfläche des Flusses und die zusätzliche Speisung durch viele Karstquellen führen bei starken Regenfällen zu Überschwemmungen. Bei Hochwasser im Becken steigt die Fließgeschwindigkeit des Baches über den maximalen Pegel, so dass die Tiefen- und Seiten-Erosionskraft, also Größe und Gewicht des Abriebs, erhöht werden.
Nachdem der Köprü Irmağı als eher kleiner Bach das Sorgun-Plateau passiert hat, mündet er in die Zindan-Enge und nimmt das Wasser der Zindan-Quellhöhle bei Aksu auf. In diesem Bereich bildet er Wasserfälle und heißt ab dort Aksu Çayı. Die Zindan-Enge öffnet sich anschließend zur Aksu- und Yılanlı-Ova. Hier bildet der Fluss die Lebensader zur Bewässerung der beiden Ebenen. In der Yılanlı-Ebene nimmt er den Yılanlı Çayı und die Karaköy-Quellen aus Westen und den Bucak Çayı (Başak Çayı) aus Osten auf, wendet sich nach Südosten und trägt danach den Namen Ayvalı Çayı. Als Ayvalı passiert er die Dörfer Yukarı Ayvalı und Aşağı Ayvalı, fließt in die Belence-Enge und verbindet sich mit dem Karacahisar Deresi, der von den Südhängen des Sarı İdris Dağı (2150 m) von Norden durch das Dorf Karacahisar kommt, dabei Seitenbäche aus den Akdağ- und Anamas-Bergen sowie die Karacahisar-Karstquellen aufnimmt. Von hier aus fließt der Ayvalı durch die Dörfer İnci und Darıbükü und nimmt im Süden des Dorfes Kasımlar den Kartoz Çayı (Kartüz) auf, der am Kartoz Dağı (Kartüz) (2330 m) südwestlich des Beyşehir-Sees entspringt. Danach wird er als Köprü Irmağı bzw. Köprüçay Irmağı bezeichnet.

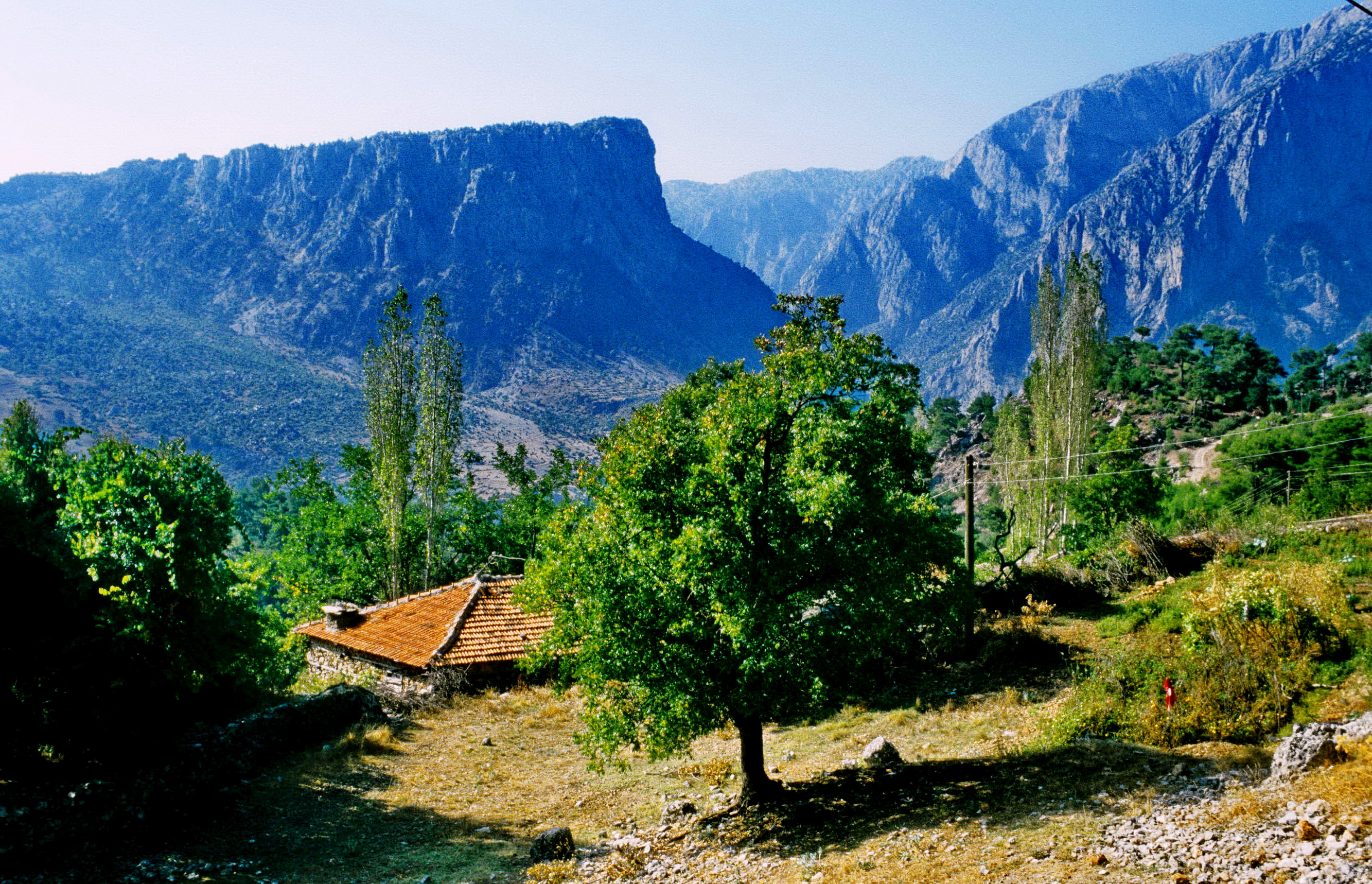
Südlich von Kasımlar erreicht der Köprü Irmağı die 12 km lange Suyüzü-Schlucht (Kasımlar Kanyonu), die von den Einheimischen als “Öpüşen Kayalar” (küssende Felsen) bezeichnet wird

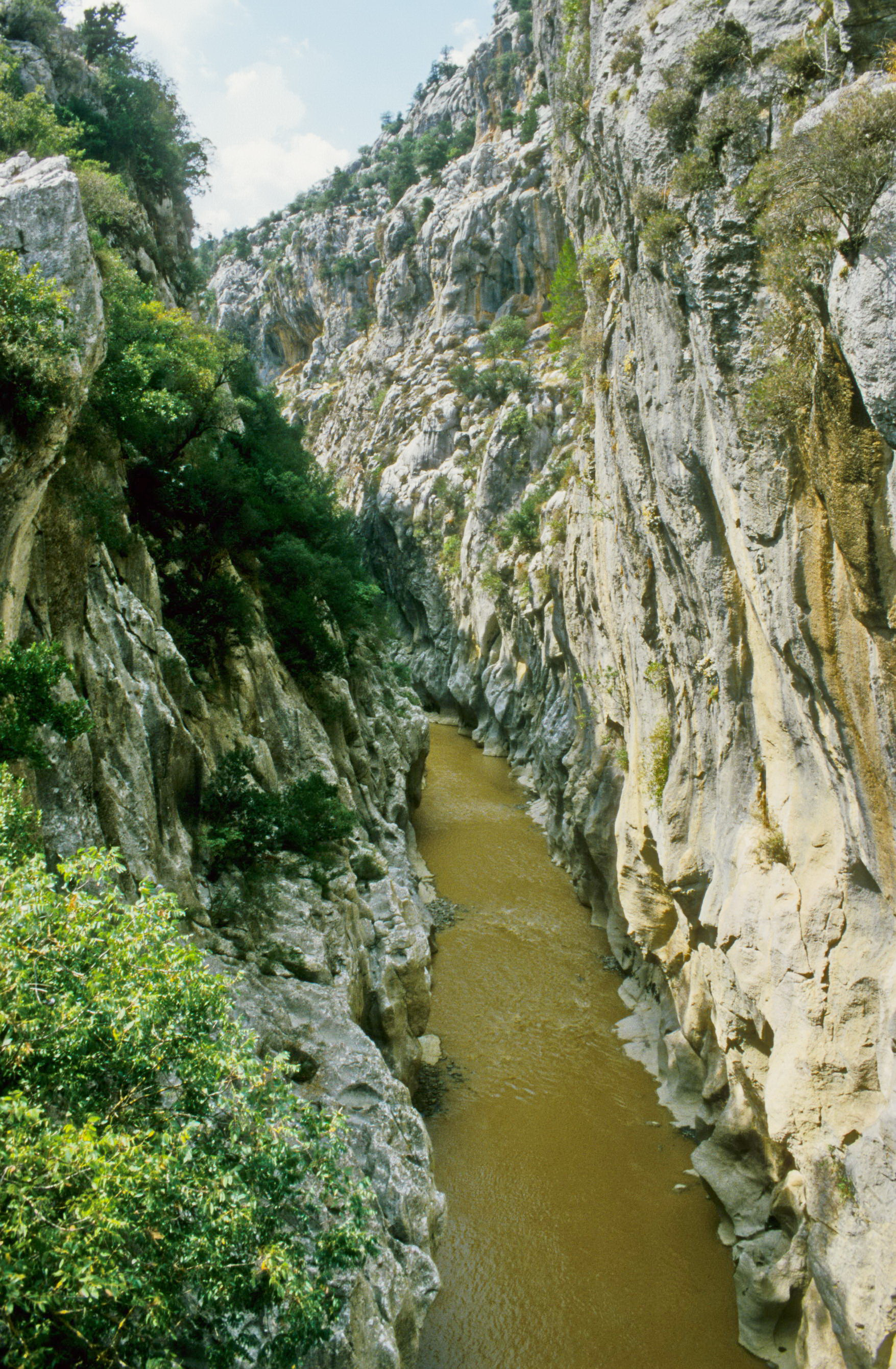
Südlich von Çaltepe beginnt der Nationalpark „Köprülü Kanyon Milli Parkı“ (Köprülü-Kanyon-Nationalpark) mit dem Köprülü-Canyon, dem südlichen Abschnitt des Canyon-Bereichs im Köprü-Irmağı-Becken.

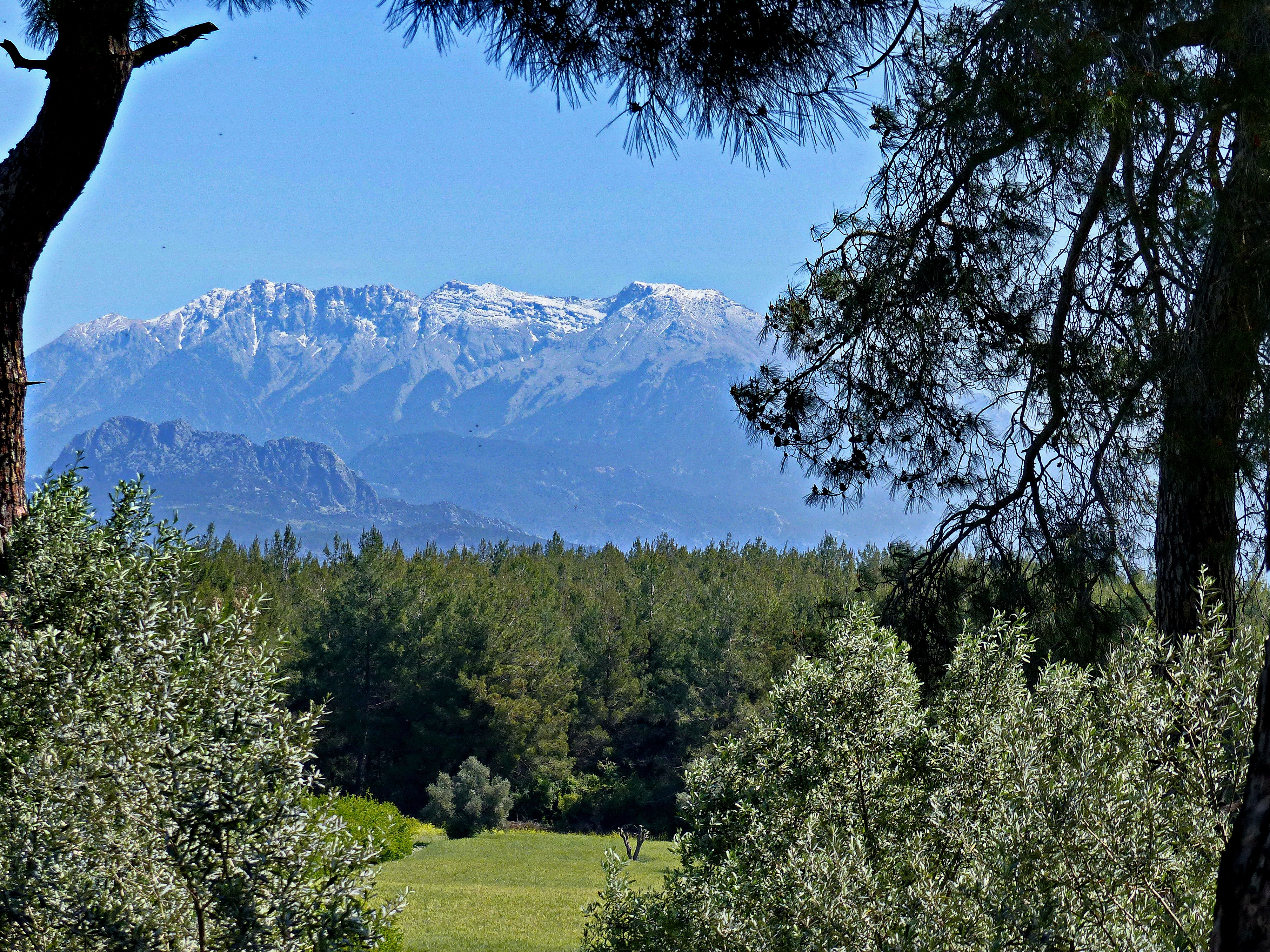
Südlich Beşkonak fließt der Köprü Irmağı westlich des Akdağ (im Bild) und unterhalb des Zincirli Dağı durch eine ausgedehnte Ebene.

Hier erreicht der Fluss die 12 km lange Suyüzü-Schlucht (Kasımlar Kanyonu), die von den Einheimischen als “Öpüşen Kayalar” (küssende Felsen) bezeichnet wird. Er verbindet sich weiter südlich mit dem Dutluk Çayı und heißt dort Doğancılar Çayı, nimmt dann den Koz Çayı auf und trägt ab dort auch den Namen Köprü Çayı. Mäandrierend sammelt er die Quellen von Pınarbaşı unterhalb des Dorfes Değirmenözü, passiert eine weitere 1,5 km lange Schlucht östlich des Hopbilla Dağı (1750 m), wendet sich nach Süden, fließt – kleine Inseln bildend – etwa 15–20 km in Form eines fast stehenden Gewässers, das die Einheimischen „Uyuyan Su“ (Schlafendes Wasser) nennen, erreicht Bolasan (bei Çaltepe, Antalya), tritt südlich von Çaltepe in die 15 km lange Schlucht des Köprülü Canyon und erreicht die berühmte historische Brücke „Oluk Köprü“. Südlich Beşkonak fließt der Köprü Irmağı, der von Westen den Kocataş Deresi und von Osten den Sağırin Deresi aufnimmt, westlich des Akdağ und unterhalb des Zincirli Dağı hindurch, durchquert das Gelände der antiken Stadt Belkıs (Aspendos) und erreicht das Mittelmeer durch die Serik-Ebene.

## Geologisch-morphologische Strukturen
Das Köprü Irmağı-Becken wurde nach der alpinen Orogenese am Ende des Mesozoikums landfest und begann danach ein Flussnetz aufzubauen. Entsprechende fluvial-erosive und akkumulierende Prozesse hatten nach der Hebung des Taurusgebirges mit der Transgression während der alpinen Orogenese und Neogenzeit begonnen, wobei der Köprü Irmağı sein Einzugsgebiet als junges Gewässer aufgrund fortschreitender tektonische Prozesse weiter verjüngte. Über 80 % des Köprü-Irmağı-Beckens sind mit verkarstungsfähigen Gesteinen bedeckt. Damit hat das Köprü Irmağı-Becken mehr als das Zweifache des Verkarstungspotenzials im Vergleich zum türkischen Durchschnitt (40 %). Entsprechend steht die morphologische Struktur im größten Teil der Region im und um das Köprü-Irmağı-Einzugsgebiet in engem Zusammenhang mit den geologischen Hauptstrukturen, also marinen miozänen Kalksedimenten, die mit der Taurus-Orogenese aufstiegen, und schuf Bergländer, so z. B. im Westen den Şimşirli Dağı (1850 m), den Bozburun Dağı (2504 m) und den Kartoz Dağı (2320 m) im Osten. Später bildeten mesozoische, halbmarmorierte (harte) dolomitische Kalksteine u. a. das Anamas-Massiv der Dedegöl Dağları und des Dippoyraz Dağı im Norden, des Sarp Dağı (2500 m) im Westen sowie des Dumanlı Dağı (1750 m) und des Hopbilla Dağı (1750 m) im Osten, also weiteres hochgebirgiges Gelände. Im Norden, Osten und Westen des Beckens stehen jurassische Ophiolithe an, Gesteine, die durch die Hebung und Ausbreitung von basischem Magma gebildet werden, einschließlich Peridotit, Pyroxenit, Serpentinit (reich an Magnesium) und Chromablagerungen. Ophiolithe liegen auch unter den jurassischen (Dogger) braunen Kalksteinen im Norden von Darıbükü und im Gök Dağ.
Die geschichteten Strukturen der Kalksteine und das Aufbrechen dieser Schichten unter dem Einfluss tektonischer Ereignisse führten zur Bildung von tiefen Rift- und Risssystemen. Als Ergebnis dieser tiefen Spalten haben sich Canyon-Formationen in den tiefen Spalten des Köprü-Flusstals und der Canyons im Aksu-Tal, Alara-Tal und Karpuz-Flusstal entwickelt. Niederschläge und Atmosphärilien, die in das Risssystem in den Kalksteinen eindrangen, führten zur Lösung des Calciumcarbonats und zur Ausdehnung des Risssystems. Klüftige Wasserwege, Dolinen und Höhlen, die sich über Jahrtausende in diesen verkarsteten Kalksteinen entwickelt haben, lassen das Niederschlagswasser versickern. Mit dem Einsturz großer Höhlen in Kalksteinen bildeten sich stellenweise kleine und große Hohlräume. Ton kommt häufiger in braunen Kalksteinen vor, bei denen es sich um Sedimentmaterialien der Jurazeit handelt. Mergelschichten, Tonschiefer und salzige Tonsedimente zwischen diesen Kalksteinschichten verursachen durch Wasseraufnahme und Quellung Rutschungen und Dellen. In den oberflächennahen Teilen der Ophiolithe hat sich ein dünnes, aber häufiges Risssystem entwickelt, aus dem Wasser austritt.
Somit haben sich die meisten auffälligen fluvialen Topographieformen auf Karbonatgesteinen entwickelt. Die besten Beispiele dafür sind der Kasımlar-Canyon, der Köprülü-Canyon und der Tazi-Canyon. Da der obere Teil des Köprü-Irmağı-Beckens zumeist bergiges und hügeliges Gelände mit steilen Hängen aufweist, herrscht dort eine entsprechend landschaftsprägende starke Erosionsaktivität. Der untere Teil des Beckens dagegen besteht weitgehend aus ebenem und flachem Gelände, so dass im unteren Becken eher akkumulierende Aktivitäten aktiv sind. Die Tatsache, dass der größte Teil der Beckenoberfläche aus erosionsfähigen Gesteinen besteht und das Gebiet durch tektonische epirogenetische Bewegungen angehoben wird, erleichtert die Gestaltung des Beckens durch fluviale Prozesse.

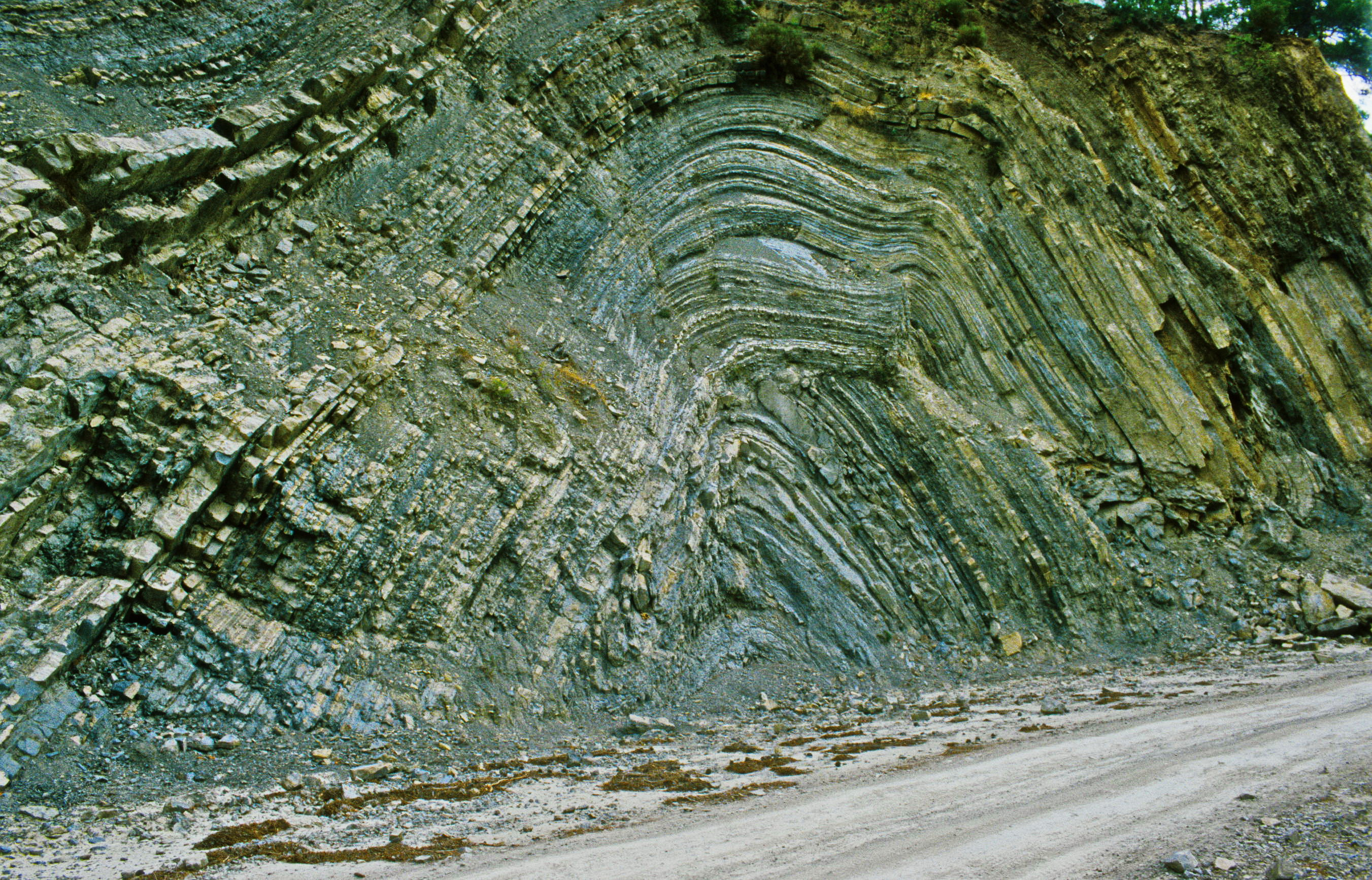
Aufgrund der starken tektonischen Bewegungen im Mesozoikum, Neogen und Pleistozän erhielt das Köprü Irmağı-Becken eine gestörte und gefaltete Struktur.

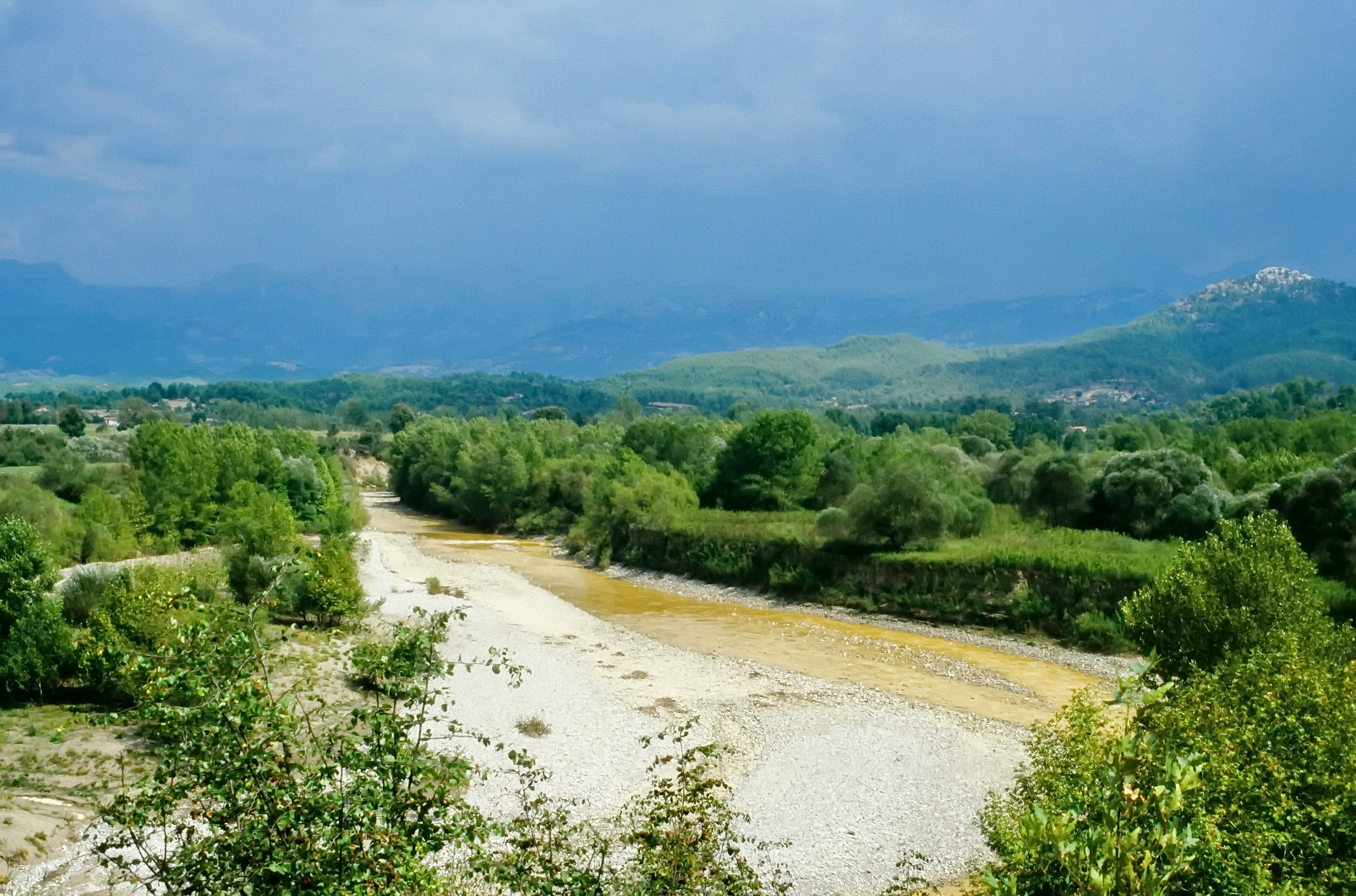
Nach dem Ende des 17 km langen Kasımlar-Canyons mäandriert der Köprü Irmağı für ca. 15 km zwischen den Dörfern Değirmenözü und Çaltepe in einer breiteren Senke, ehe er die Region des Köprülü Canyons erreicht.

Infolge der Tektonik, die nach der Alpenorogenese und der Meeres-Transgression am Ende des Neogens anhielt, war das alte Bett des Köprü Irmağı durch Meeres-Sedimente verschüttet worden, und der Fluss begann, Kalkstein und Konglomerate des Miozäns zu erodieren. In diesem Prozess entstanden charakteristische Landschaftsformen, wie Berge, Hochebenen und Ebenen sowie bestimmte Taltypen als wichtigste geomorphologische Elemente des Beckens. Aufgrund der starken tektonischen Bewegungen im Mesozoikum, Neogen und Pleistozän erhielt das Köprü-Irmağı-Becken eine gestörte und gefaltete Struktur, wobei sich in der Umgebung des Flusses auf Plateauflächen im Becken verschiedene Talformen bildeten. Da die höheren Plateauflächen stärker geneigt sind als die niedrigeren, wurden und werden erstere von Flüssen weiter bearbeitet und in Form von tiefen Tälern gespalten. Deshalb gibt es im Becken neben Kerbtälern zahlreiche Canyons und enge Durchbruchstäler, auf den Hochplateauflächen dagegen eher breitere Talschaften und auf den niederen Plateaus und Ebenen eher Talmäander. Im mittleren Teil des Köprü-Irmağı-Beckens bilden Canyons eine der charakteristischsten Landschaftsformen. Während der tektonischen Hebungen seit dem Tertiär wurden die aufsteigenden Blöcke wie mit einer Säge zu großen Schluchten mit steilen Hängen eingeschnitten. Kasımlar-Canyon, Tazı-Canyon und Köprülü-Canyon bilden die charakteristischsten dieser Formen im Becken. Einer der größten Canyons des Köprü Irmağı ist der Kasımlar-Canyon im Süden des Dorfes Kasımlar in der Provinz Isparta. Diese Schlucht entstand über der Kasımlar-Formation in Kalksteinen und Konglomeraten des Miozäns. Die Schlucht des Kasımlar-Canyons, dessen Hanghöhen stellenweise 300 Meter erreichen, beginnt im Süden des Dorfes Kasımlar und führt weiter zum Dorf Değirmenözü. Nach dem Ende des 17 km langen Canyons mäandriert der Fluss für ca. 15 km zwischen den Dörfern Değirmenözü und Çaltepe, ehe er die Region des Köprülü-Canyons erreicht.

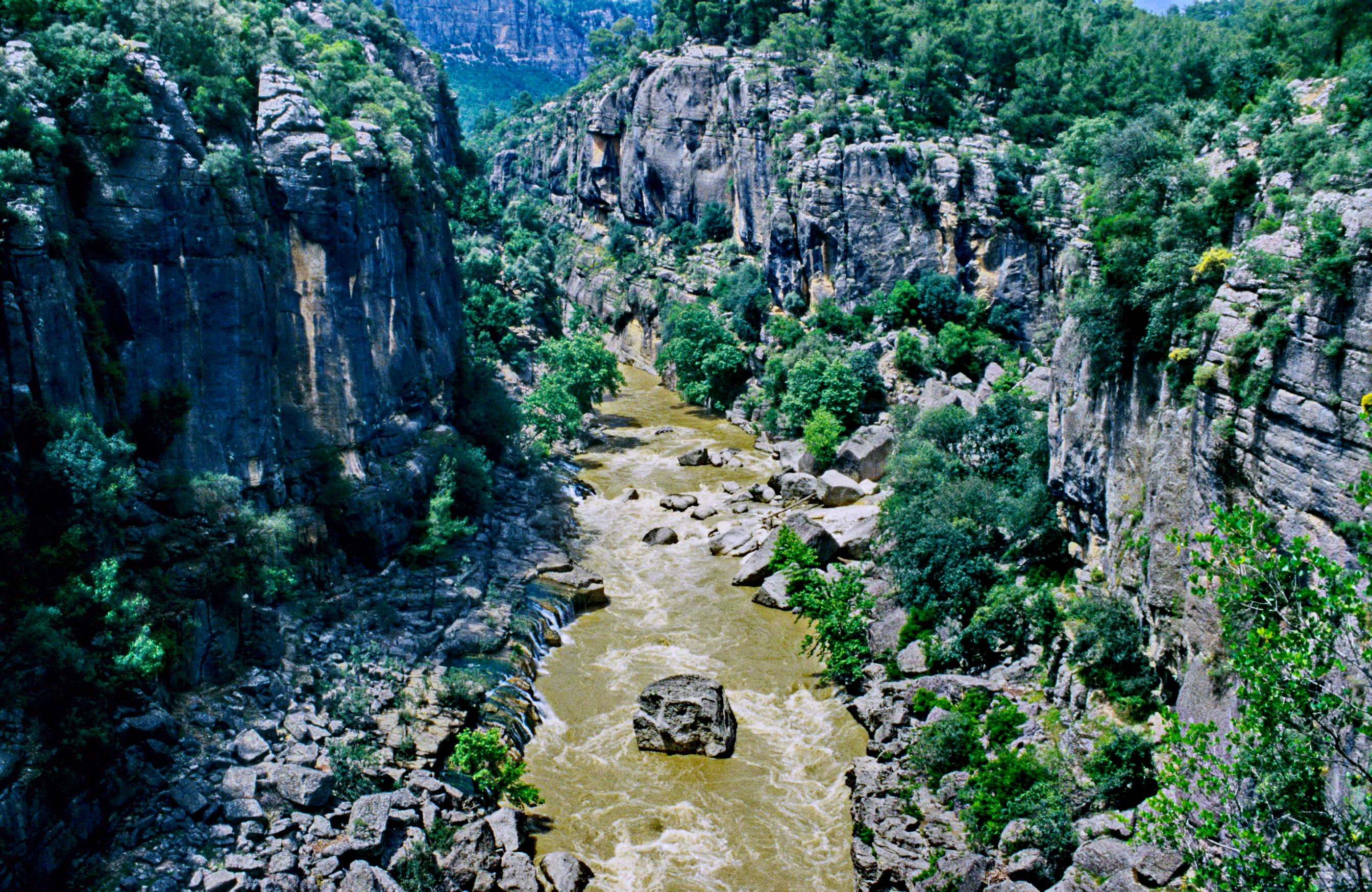
Der Köprü Irmağı bildete im Norden von Beşkonak den Köprülü-Canyon, wo der mächtige Block des Köprüçay-Konglomerats (auch Beşkonak-Formation) ansteht. Aufgrund der tektonischen Hebung dieser weniger erosionsbeständigen Konglomerate bildete der Köprü Irmağı hier die Köprülü-Schlucht.

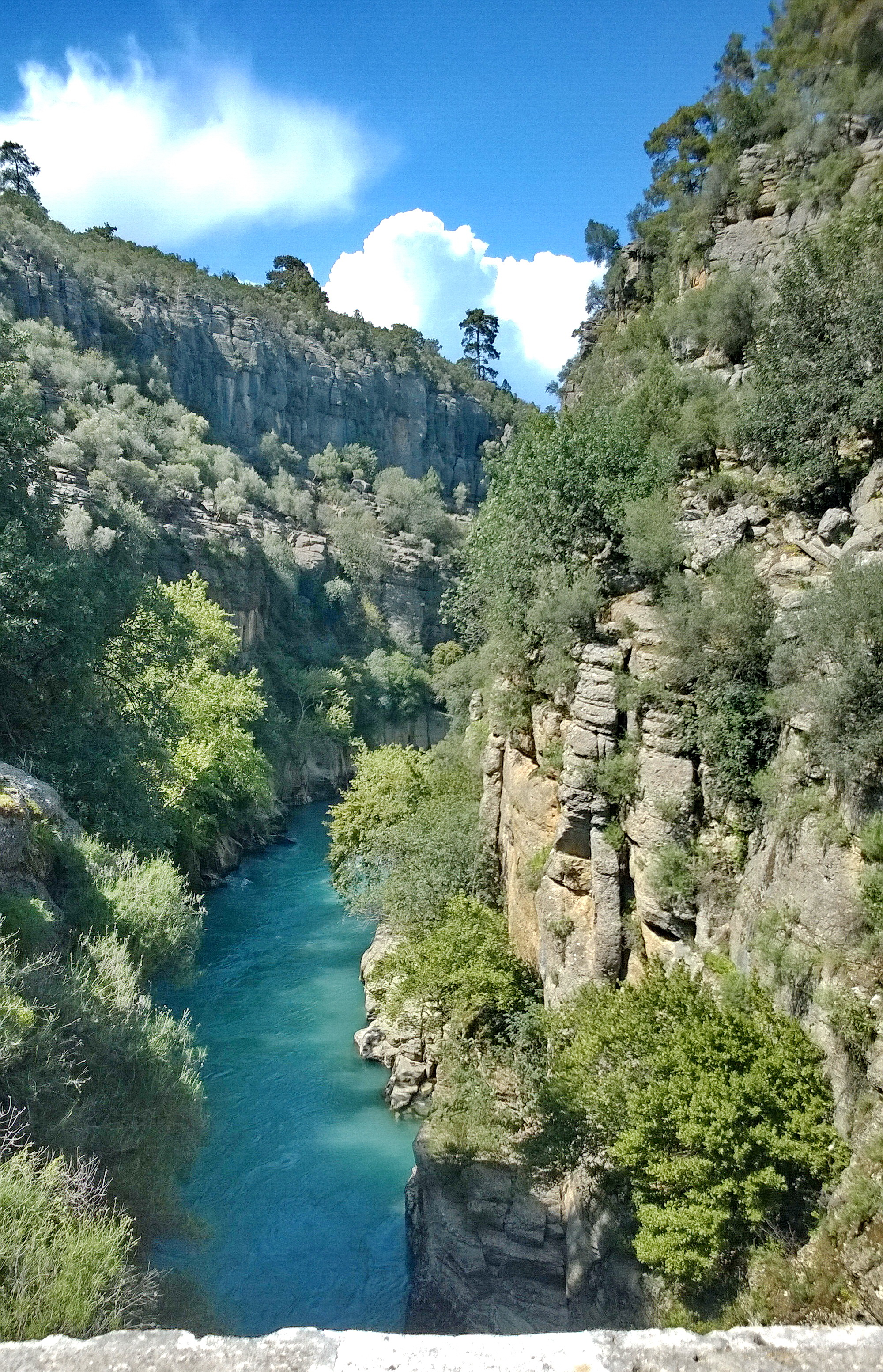
Die Hanghöhen am Eingang der Köprülü-Schlucht betragen etwa 200 Meter, gehen aber bei der Ortschaft Oluk Köprü (Bozyaka) auf 50 Meter zurück.

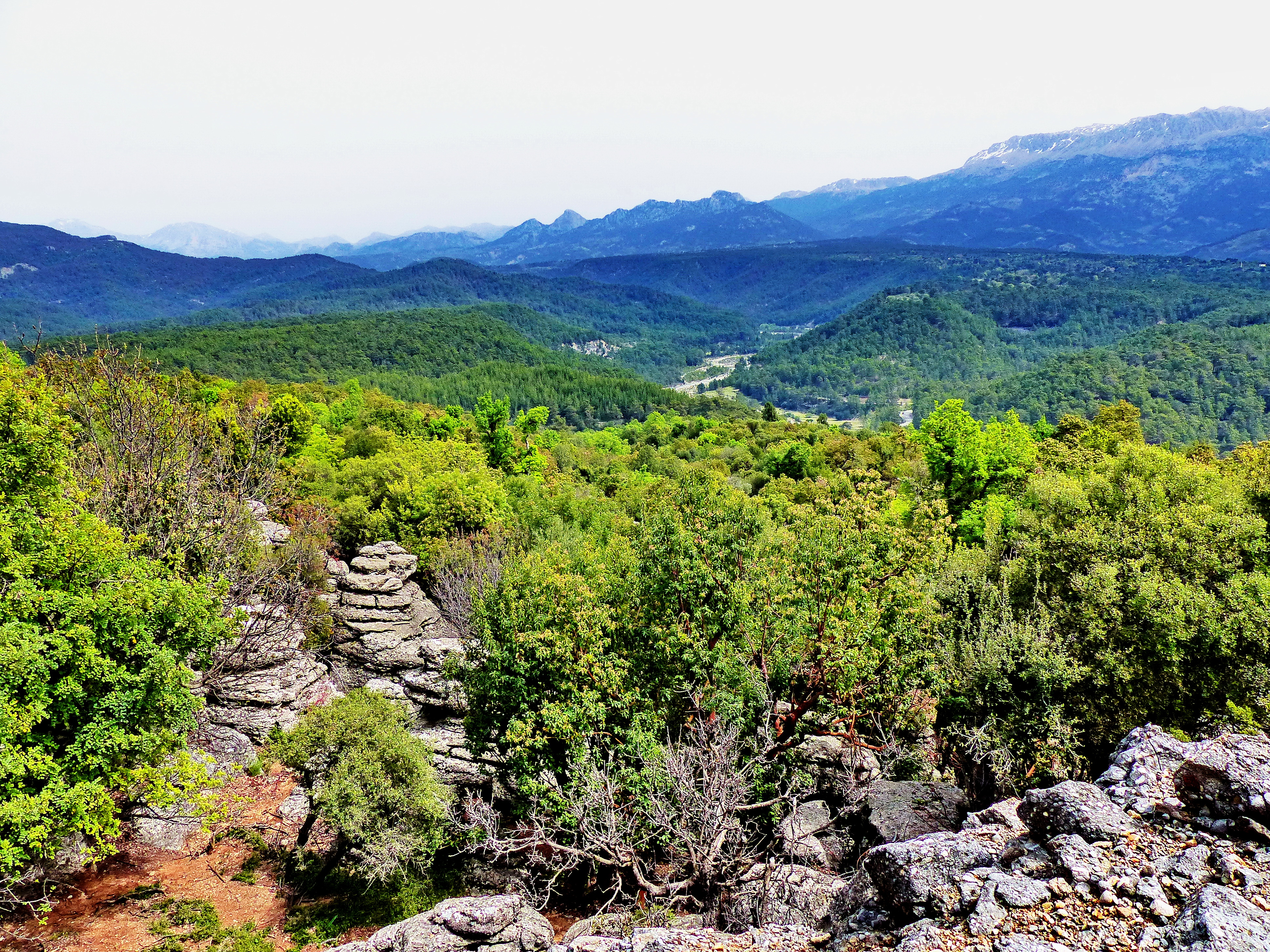
Die ausladende Mulde des Köprü-Irmağı-Beckens zeigt im Allgemeinen steile Hänge und ist – bis auf den Süden – von Gebirgen umgeben. Im Bildhintergrund erkennt man die Höhen der Dedegöl Dağları.

Der Köprü Irmağı bildete den Köprülü-Canyon im Norden von Beşkonak, wo sich der mächtige Block des Köprüçay-Konglomerats (auch Beşkonak-Formation) ansteht. Aufgrund der tektonischen Hebung dieser weniger erosionsbeständigen Konglomerate bildete der Köprü Irmağı hier die Köprülü-Schlucht. In Bereichen, wo die Schluchthänge sehr steil geneigt sind, erreichen die Hanghöhen am Eingang der Schlucht 200 Meter, gehen aber bei der Ortschaft Oluk Köprü (Bozyaka) auf 50 Meter zurück. Das Köprü Irmağı-Becken zeigt im Allgemeinen steile Hänge. Flache und fast ebene Gebiete im Becken bestehen aus Küstenebene, Polje-Ebenen und breiten Tälern und bedecken eine Fläche von etwa 200 km², also etwa 10 % des Gebiets. Dabei bildet die Serik-Ebene eine typische Küstenebene, die durch die Ansammlung von Schwemmland des Köprü Irmağı gebildet wird und dabei einen leichten Ufervorschub im Süden der Serik-Ebene verursacht, ein wichtiger Indikator dafür, dass sowohl Erosions- als auch Ablagerungsaktivitäten rezent anhalten.

## Klimatische Aspekte
Nach den regionalen Klimadaten, u. a. der Klimastationen Manavgat, Sütçüler, Göktepe (Karaman) und Seydişehir, variiert die jährliche durchschnittliche Niederschlagsmenge im und um das Köprü-Irmağı-Einzugsgebiet zwischen 1047,6 und 1796 mm. In Sütçüler (610 mm), Göktepe (551 mm), Eğirdir (836 mm) und Seydişehir (741) fallen die Niederschläge je nach Topographie des Landes geringer aus. Der durchschnittliche gesamte Niederschlag beträgt 1281,9 mm (92,3 %) im Winter und Frühjahr und 106,7 mm (7,7 %) in den fünf Sommermonaten.
Im benachbarten Manavgat (gegenwärtig in den 2015–2020er Jahren bei 961 mm) wurde der jährliche Durchschnittsniederschlag zwischen 1929 und 1970 mit 1288,2 mm und zwischen 1994 und 2013 mit 1154,3 mm gemessen. Die Niederschlagsabnahme wird mit 133,9 mm angegeben. Zudem ist der Wasserbedarf in Wäldern und landwirtschaftlichen Flächen gestiegen, und Manavgat befindet sich in einem Prozess der Wärme-Zunahme. In Manavgat an der Küste lag die Jahres-Durchschnittstemperatur zwischen 1929 und 1970 bei 18,2 °C, stieg aber zwischen 1994 und 2013 auf 19,3 °C Der Unterschied beträgt 1,1 C° und liegt in den Sommermonaten zwischen 1,2 und 2,1 C°. Die Temperaturerhöhung führte zu einem Anstieg der Wasserverluste durch Verdunstung und einem erhöhten Bedarf an Bewässerungswasser.
Die Jahresmitteltemperatur im Hochland, in Sütçüler (Höhe 1000 m) z. B. wurde für den Zeitraum 1953–1970 mit 12,5 °C ermittelt. Die Messungen wurden danach ausgesetzt und im Jahr 2000 wieder aufgenommen. Demnach ist die Jahresmitteltemperatur in dieser letzten Periode auf 14 °C gestiegen. Der Unterschied beträgt 1,5 °C und liegt in den Sommermonaten zwischen 0,9 und 2,3 °C. Monatliche Temperaturerhöhungen weisen auf einen wichtigen Erwärmungs- und Dürreprozess in Sütçüler hin. Interessant ist, dass die Temperatur in den Wintermonaten auch um 1,5 bis 1,8 °C anstieg. Der Temperaturanstieg in den Wintermonaten deutet auf weniger Schneefall und Schneeschmelze in kurzer Zeit hin. Der durchschnittliche jährliche Niederschlag in Seydişehir betrug 771,4 mm im Zeitraum 1929–1970 und 804,3 mm im Zeitraum 1994–2013, eine Zunahme von immerhin 32,9 mm. Obwohl die Niederschläge leicht zugenommen haben, ist nicht zu erwarten, dass sie der hohen Verdunstung durch den Temperaturanstieg gerecht werden. Darüber hinaus deutet der deutliche Rückgang der Niederschläge im Winter darauf hin, dass auch die Schneefälle zurückgegangen sind.
Auffällig ist, dass der jährliche durchschnittliche Wasserdurchfluss des Köprü Irmağı an der Bolasan-Messstation (bei Çaltepe) im Zeitraum 1963–71 noch 30.756 m³/s und im Zeitraum 1984–2000 nur 23.144 m³/s betrug. Dieser Abflussunterschied zeigt, dass der Niederschlag im Bergland allmählich abnimmt. Bei der Überprüfung der monatlichen Durchflussmengen zeigte sich, dass die Abflüsse vom Dezember bis zum Ende Mai höher geworden sind und die Abflüsse im Sommer und Herbst deutlich abnehmen. Der auf das Bergland fallende Schnee schmilzt im Frühjahr offenbar früher und führt zu einer Zunahme der Frühjahrs-Abflüsse. Der Rückgang im Zeitraum 1984–2000 in den Winter- und Frühlingsmonaten deutet auf weniger Schneefall im bergigen Gelände hin. Bei den Abflussmessungen in Beşkonak und Bolasan nahmen die Abflussmengen 1984 und insbesondere nach 1994 deutlich ab. Dieser Rückgang scheint mit dem Klimawandel (Temperaturanstieg) zusammenzuhängen und geht parallel zu den Temperaturänderungen der meisten meteorologischen Stationen.

## Hydrologische Aspekte
Das Flussnetz des Köprü Irmağı, das im Norden mit geringen Abflüssen und saisonalen Bächen beginnt, wird weiter im Süden von großen und kleinen Karstquellen gespeist, die die Strömung etwas steigern und in einer Höhe von 1.600 Metern im Norden des Bezirks Aksu bereits in kontinuierliche Strömung übergehen. Der Bach, der den Kartoz Çayı vor dem Eintritt in die Kasımlar-Schlucht im Süden des Bezirks Aksu und den Ayvalı Çayı im Süden des Dorfes Kasımlar umfasst, erreicht hier unter dem Namen Köprü Çayı (Köprü Irmağı) die gleichnamige Schlucht (Kasımlar Kanyonu). An deren südlichem Ausgang erhöht der Köprü Çayı, der den Boyalı Çayı, einen durchgehenden Flussarm mit sehr hoher Fließgeschwindigkeit, im Süden des Dorfes Değirmenözü aufnimmt, seine Strömung noch mehr und fließt in Richtung des Köprülü-Kanyon-Nationalparks. Der bis dahin von eher kleinen Karstquellen gespeiste Fluss wird dann von Dutzenden von Quellen mit sehr hohen Fließgeschwindigkeiten angereichert, die an den Wänden des 14 km langen Köprülü-Canyon die Charakteristik von "hängenden" Karstquellen aufweisen. Der Köprü Irmağı, der in der Köprülü-Schlucht seine Strömung fast verdoppelt, bindet südlich Beşkonak bei Sağırin große und kleine Bäche ein, fügt seinem Körper mit dem Sağırin Çayı und dem Kocataş Çayı zwei weitere starke Seitenäste hinzu und erreicht nach Überquerung der Serik-Ebene bei Boğazkent das Mittelmeer.
Da der Köprü Irmağı von vielen reichlich vorhandenen Quellen entlang seines Weges gespeist wird, fließt er das ganze Jahr über recht regelmäßig und seine Pegelschwankungen sind relativ gering. 40 % des Gesamtflusses des Köprü Irmağı werden von Karstquellen bereitgestellt und 1 Milliarde m³ Wasser wird jährlich durch Karstquellen in den Fluss geleitet. Der von Karstquellen gespeiste Fluss weist die Merkmale eines schneereichen, regnerischen Nährungsregimes auf. Abhängig von dieser Situation nimmt die Strömung des Baches mit Niederschlag auf das Becken im Winter und mit der Schneeschmelze in den hohen Bergen, die die Beckengrenze bilden, im Frühjahr zu. Da der Fluss außerdem von 108 Karstquellen gespeist wird, sinkt die Abflussrate auch in extrem trockenen und regenlosen Jahren nicht unter einen bestimmten Betrag. Von Mitte Herbst bis Frühsommer beträgt seine Strömung 100–200 m³/s. Nach plötzlichen Niederschlägen und Schneeschmelze sind es auch über 200 m³/s. Selbst zwischen Juni und Oktober, den Monaten mit geringster Wasserzufuhr, werden 30–50 m³/s gemessen. In seinem unteren Teil wurde dieser schnell fließende Fluss früher zum Holztransport verwendet. Er dient dort rezent der Bewässerungslandwirtschaft.

## Besondere Talformen
Der Köprülü Canyon, touristisch erschlossen und eine der geomorphologisch charakteristischsten Landschaftsformen des Beckens, ist der bekannteste Gegenstand der Forschung im Köprü-Irmağı-Becken. Sein Hauptmerkmal sind die Karstquellen, die an den Canyonhängen austreten und die Fließgeschwindigkeit des Köprü Irmağı nach Verlassen des Canyons deutlich steigern. Nach Meinung verschiedener Wissenschaftler liegt die Herkunft des Karst-Quellwassers in der tiefen und komplexen Karststruktur in der Region begründet, wodurch sich aufgrund der ökologischen Umgebung je nach geografischen Besonderheiten um die Köprülü-Schlucht verschiedene Pflanzengesellschaften und Tierarten entwickelt hatten, worauf 1973 eine Fläche von 360600 ha um den Köprülü-Canyon zum Nationalpark erklärt wurde. Darunter fiel auch der Tazi-Canyon, ein äußerst charakteristischer Canyonteil 6 km nördlich der Oluk Köprü, der schwer zugänglich ist, in der aktuellen Literatur bislang nicht beschrieben wurde und dessen Talwandhöhe 900 Meter erreicht. Auf ähnliche charakteristische schluchtartige Täler im Verlauf der Köprü-Irmağı-Senke stößt man bereits im Polje von Yılanlı im Bezirk Aksu, im Süden des Dorfes Kasımlar und auch wieder bei Bucakköy im Süden der Köprülü-Schlucht. Im Unterschied zu den Canyon-Tälern zeigen diese Täler allerdings flachere Hänge und breitere Basen.
Darüber hinaus sind an jungen Seitenbächen zumeist Kerbtäler (V-förmige Täler) ausgebildet. Sie treten vor allem im unteren und oberen Teil des Beckens in gleichmäßiger Verteilung auf. Mit abnehmendem Gefälle und Tragfähigkeit der Gewässer verbreitert sich das Gewässerbett aufgrund der zunehmenden Seitenerosion und abnehmender Tiefenerosion. Da die Gefällewerte des Flusslaufs im mittleren Teil der Köprü-Irmağı-Senke höher sind als im unteren Teil, kam es dort nicht zur Bildung breitbasiger Täler, wohl aber auf der niedrigen Plateaufläche und der flussabwärts gelegenen Küstenebene.
Dementsprechend ist eine mäanderförmige Talentwicklung auf der niedrigen Plateauoberfläche und der Serik-Ebene im unteren Beckenbereich, die den Tieflandteil des Beckens bildet, vor allem aber im Bereich der Mündung des Köprü Irmağı ins Meer typisch. Fluviale Akkumulationsprozesse sind vor allem im Gebiet südlich der Köprülü-Schlucht bis zum Erreichen des Mittelmeers wirksam. Das wichtigste Gebiet fluvialer Sedimentation ist hier die Serik-Ebene, die als östlicher Teil der Küstenebene von Antalya durch das vom Köprü Irmağı abgelagerte Schwemmland gebildet wurde und wird. Sandbänke und Strandpartien an der Mündung ins Mittelmeers sind dort typische Akkumulationsformen. Der Köprü Irmağı mündet in einem 90 m langen und 20 m breiten Küstenvorschub aus grobkörnigen Konglomeraten und feinkörnigen Sanden. Die vom Köprü Irmağı mitgeführten Feinmaterialien werden hier bei Hochwasser mit grobkörnigen Kieseln angereichert. Dadurch bildet sich an der Mündungsstelle des Flusses ins Meer eine Mischung verschiedenster Sediment-Körnung.

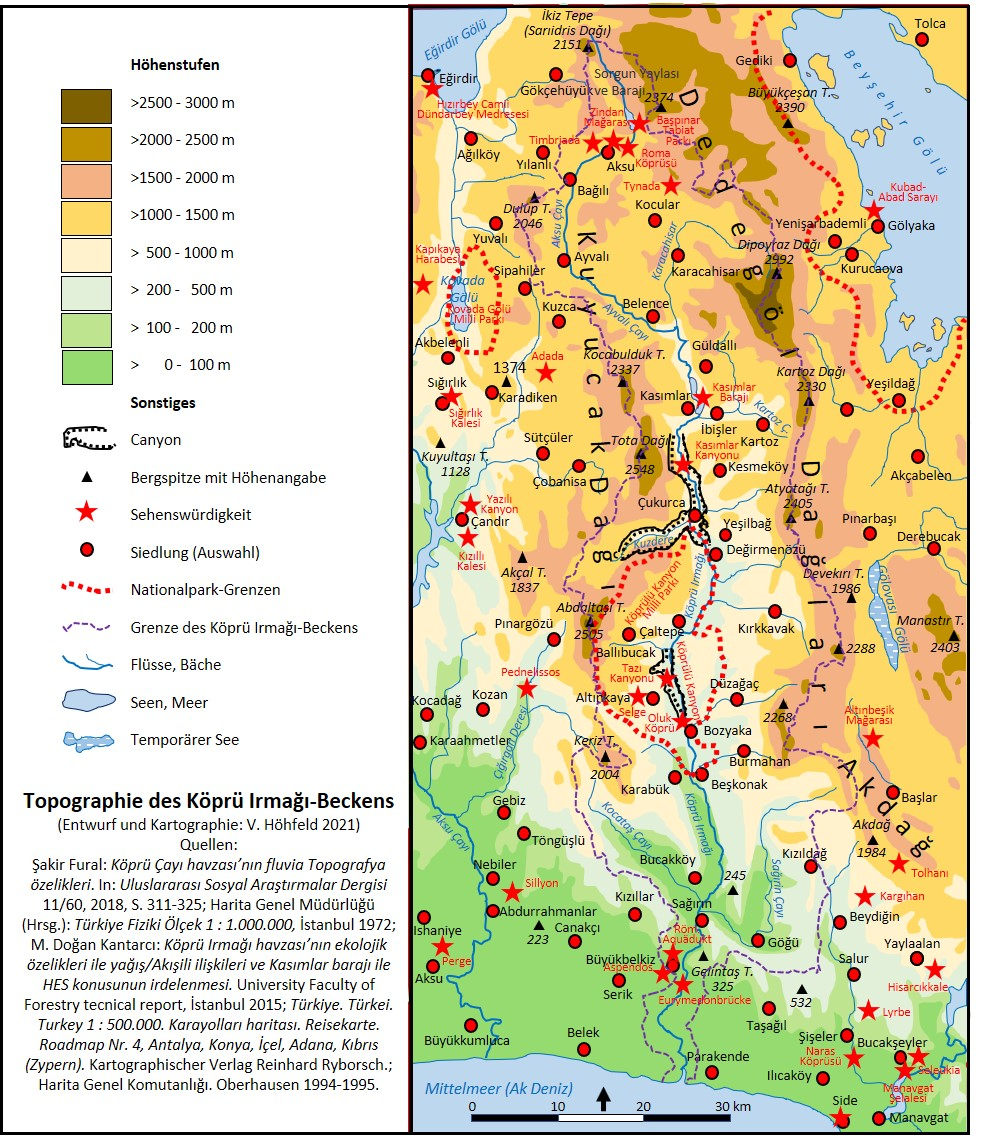
Die Karte verdeutlicht die topographische Situation des Köprü Irmağı-Beckens und seines Haupt-Gewässers, des Köprü Irmağı innerhalb der Kurve von Isparta (Süd-Türkei).

## Besuchenswertes zwischen Quelle und Mündung

### Naturpark Başpınar
Fast noch im Quellbereich südlich des kleinen Sorgun Göleti (Sorgun-Kleinstausee) liegt der Isparta Başpınar Tabiat Parkı. Dieser Naturpark innerhalb der Grenzen des Kreises Aksu in der Provinz Isparta ist 8 km von der Kreisstadtr Aksu entfernt. Während der Naturpark Başpınar früher nur ein Erholungsgebiet war, wurde er am 11. Juli 2011 zum Naturpark erklärt. Der Naturpark mit einer Fläche von 3950 Dekar hat den Status eines Staatswaldes mit alten Schwarzkiefern (Pinus nigra), Zerreichen (Quercus cerris), Espen und Wacholderbeständen und eingestreuten Linden, Eschen, Platanen und Zedern, herrlicher Aussicht, sauberer Luft und beachtlicher landschaftlicher Schönheit. Es gibt drei Quellen innerhalb des Naturparks, von denen die Başpınar, die dem Park seinen Namen gab, die wichtigste ist. Es besteht die Möglichkeit, in acht Bungalowhäusern im Naturpark zu übernachten. Sehenswert ist auch der Sorgun Göleti, der nur wenige Gehminuten vom Naturpark entfernt liegt.

### Umgebung von Aksu
Die kleine Kreisstadt Aksu auf einer Höhe von 1250 Metern liegt 22 km östlich von Eğirdir (besuchenswert!) entfernt weit weg von den Zentralen der Provinzhauptstadt Isparta. Der übliche Weg dorthin führt über Eğirdir am gleichnamigen See. Ihr alter (wohl schon antiker) Name war Anamas. In Bezug auf das Klima herrschen dort kontinentale Klimamerkmale Zentralanatoliens: Die Winter sind lang, regnerisch und kalt, während die Sommer kurz und mild sind. Als im Jahr 1080 die anatolischen Seldschuken die Region dominierten, und in der Zeit der Beyliks hieß der Ort an einer wichtigen Handelsroute noch immer Anamas wie das nördlich gelegene Anamas-Gebirge. Im 16. Jahrhundert wurden dort Märkte eingerichtet, und im 18. und 19. Jahrhundert ließen sich nomadische Yörüken der Yılanlı Oğulları dort nieder. In republikanischer Zeit wurde Aksu unter dem Namen Yenice als Unterbezirk von Eğirdir geführt, 1965 nahm die Stadt den Namen Aksu an und erhielt 1987/88 den Status eines İlçe. Der Aksu Çayı (Köprü Irmağı) teilt die Stadt in zwei Teile und dient zur Bewässerung der Aksu-Ebene. Die Haupterwerbsquellen sind Landwirtschaft (Apfelkulturen), Viehzucht und Imkerei. Es gibt auch kleine Werkstätten, die auf Holzbearbeitung basieren. Das Umfeld von Aksu besticht mit diversen historischen Ruinen. In der Antike wurden hier zwei bedeutende Städte gegründet:

#### Tynada (Tuwana)
8 km östlich beim Dorf Terziler liegen die Ruinen von Tynada (Tuwana). Wann und von wem die Stadt gegründet wurde, ist nicht genau bekannt. Die Gebäudereste lassen allerdings erkennen, dass die Gründung eher der hellenistischen Zeit angehört. Das wichtigste Bauwerk dort ist das Felsengrab am Südhang des Sivri Tepe.

#### Timbriada
Nördlich von Aksu bei Akcaşar am Asartepe befinden sich die Ruinen der antiken Stadt Timbriada. Um 2000 v. Chr. soll sie eine der wichtigsten Städte der Region Pisidien des Königreichs Arzava gewesen sein. Obwohl das genaue Gründungsdatum der Stadt unbekannt ist, wird allerdings angenommen, dass sie spätestens im 2. Jahrhundert v. Chr. gegründet wurde. Gefunden wurden Münzen aus hellenistischer Zeit (2. Jahrhundert v. Chr.) und aus der Zeit des Kaisers Hadrian (17–138) bis zur Zeit des Kaisers Maximinus Thrax (222–235).

#### Zindan Mağarası und Zindan Köprüsü

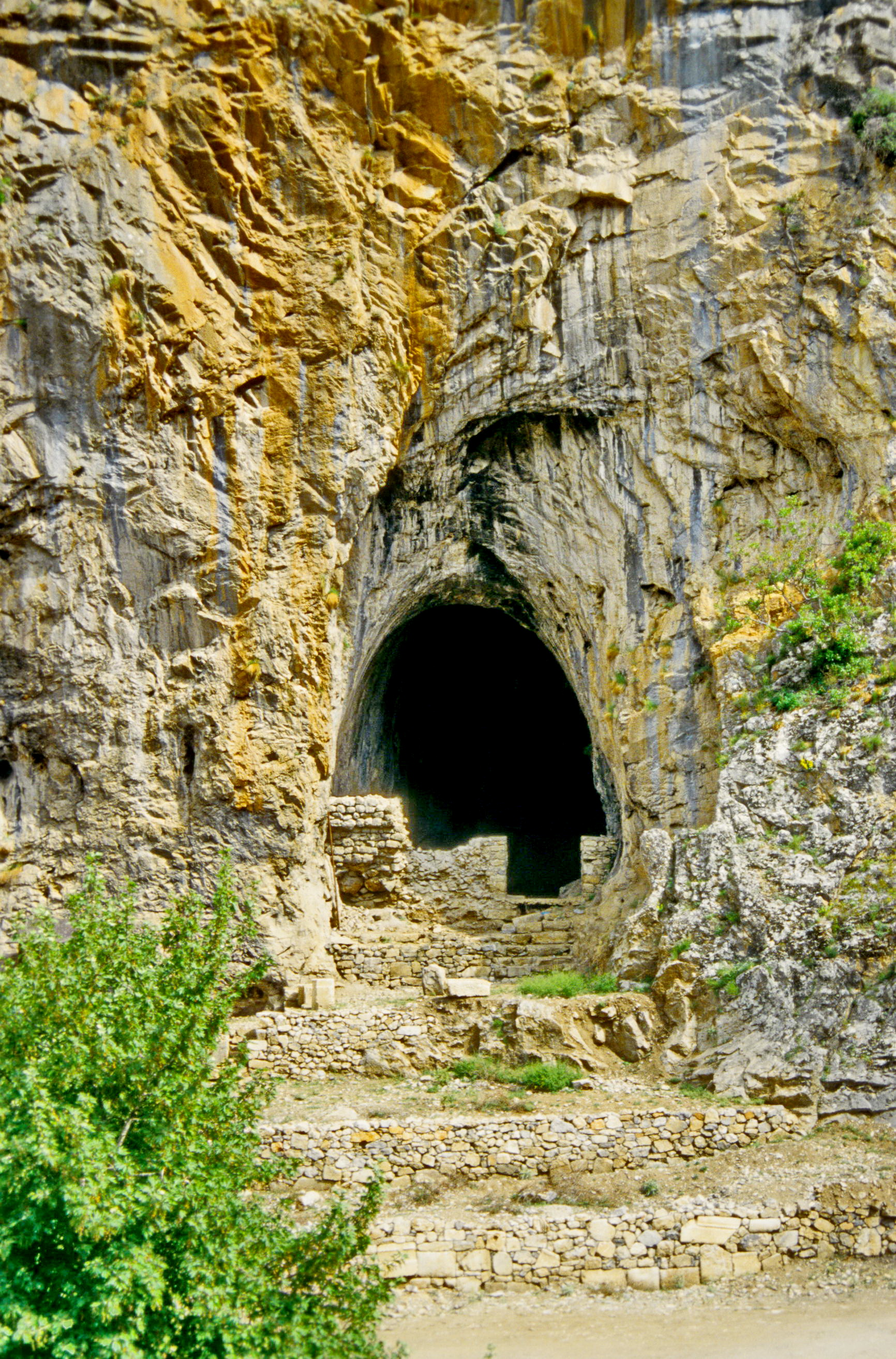
Eingang des mit Steinmauern ausgekleideten Eingangs zur Zindan-Höhle bei Aksu im Jahr 1997. Man erkennt im Vordergrund die dreistufige Terrassenanlage des Tempelbezirks. Die Mauern sind mittlerweile abgebaut.

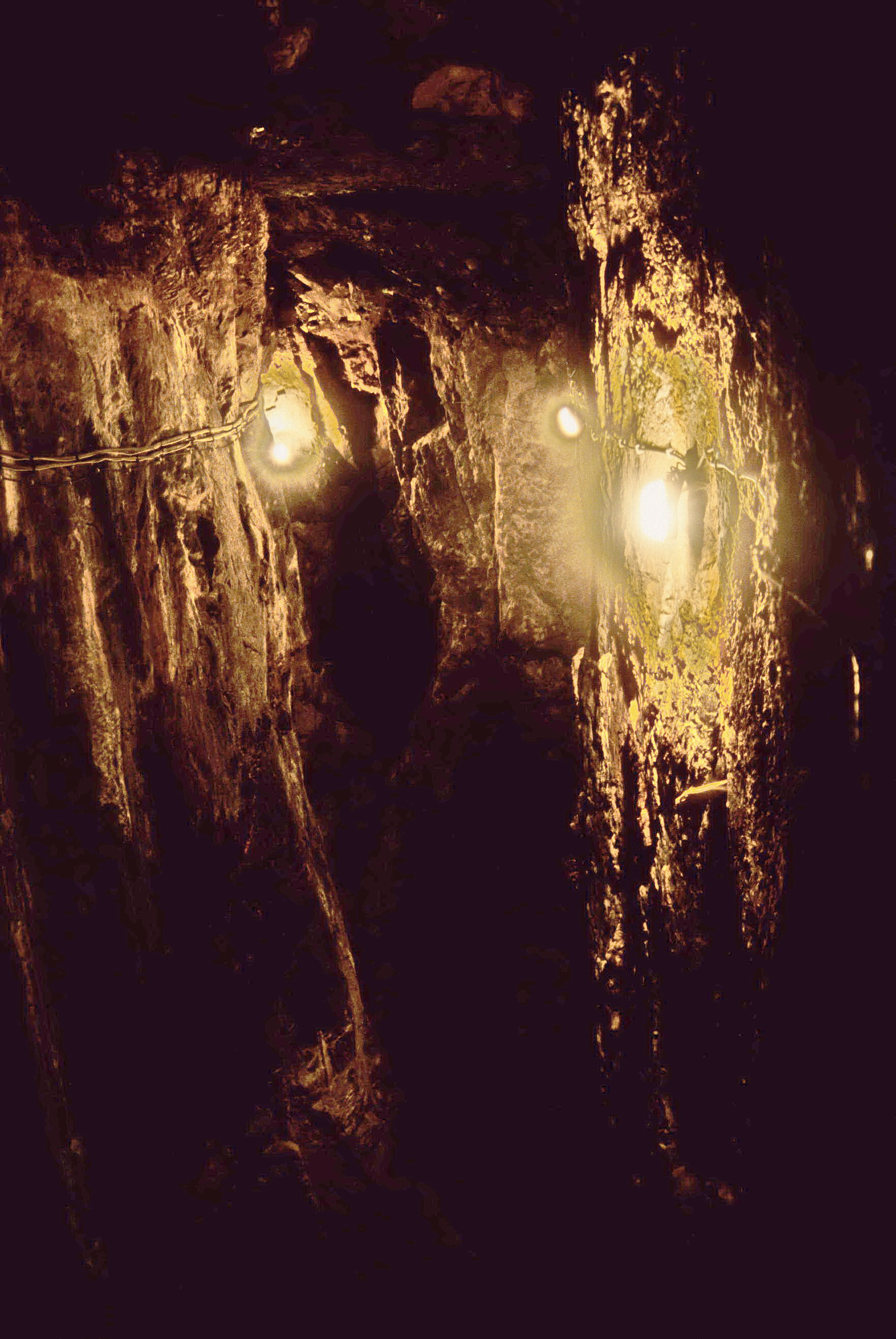
Das Innere der Zindan-Höhle bei Aksu war Ende der 1990er Jahre zwar bereits beleuchtet, aber für den Tourismus noch nicht entsprechend aufbereitet.

2 km nordöstlich von Aksu liegt die Zindan-Höhle (Zindan Mağarası) unmittelbar am Aksu Çayı (Köprü Irmağı) am Südfuß des Anamos-Gebirges. Die Zindan-Höhle ist eine Kalksteinhöhle mit entsprechenden Stalaktiten und Stalagmiten und liegt etwa 12 m über dem Fluss. Ihre Gesamtlänge beträgt 765 Meter. Der Eingang, in dem zahlreiche Fledermäuse hausen, ist 8 Meter hoch und 12 Meter breit, danach folgt ein schmaler Gang. In der Höhle gibt es einen unterirdischen Bach, der den Aksu mit zusätzlichem Wasser speist. Es wird gesagt, dass dieses Wasser gut gegen Hautkrankheiten ist und dass die Luft in der Höhle bei Asthma hilft. Die Höhle wurde in der pisidischen Zeit als Heiligtum, in der byzantinischen Zeit als Kirche sowie als Unterschlupf genutzt. Damals wurde die Höhlenöffnung geschlossen. Der Höhleneingang war 1997 noch mit Steinmauern ausgekleidet.
Vor der Höhle gibt es hintereinander drei terrassenartige Stufen, auf denen sich ein dem Gott Eurymedon (dem Gott des Köprü Irmağı) geweihter Freilichttempel aus römischer Zeit befand. Rechts vom Höhleneingang stand früher in einer Nische die menschengroße Statue des Gottes Eurymedon. Sie ist heute im Isparta-Museum ausgestellt.

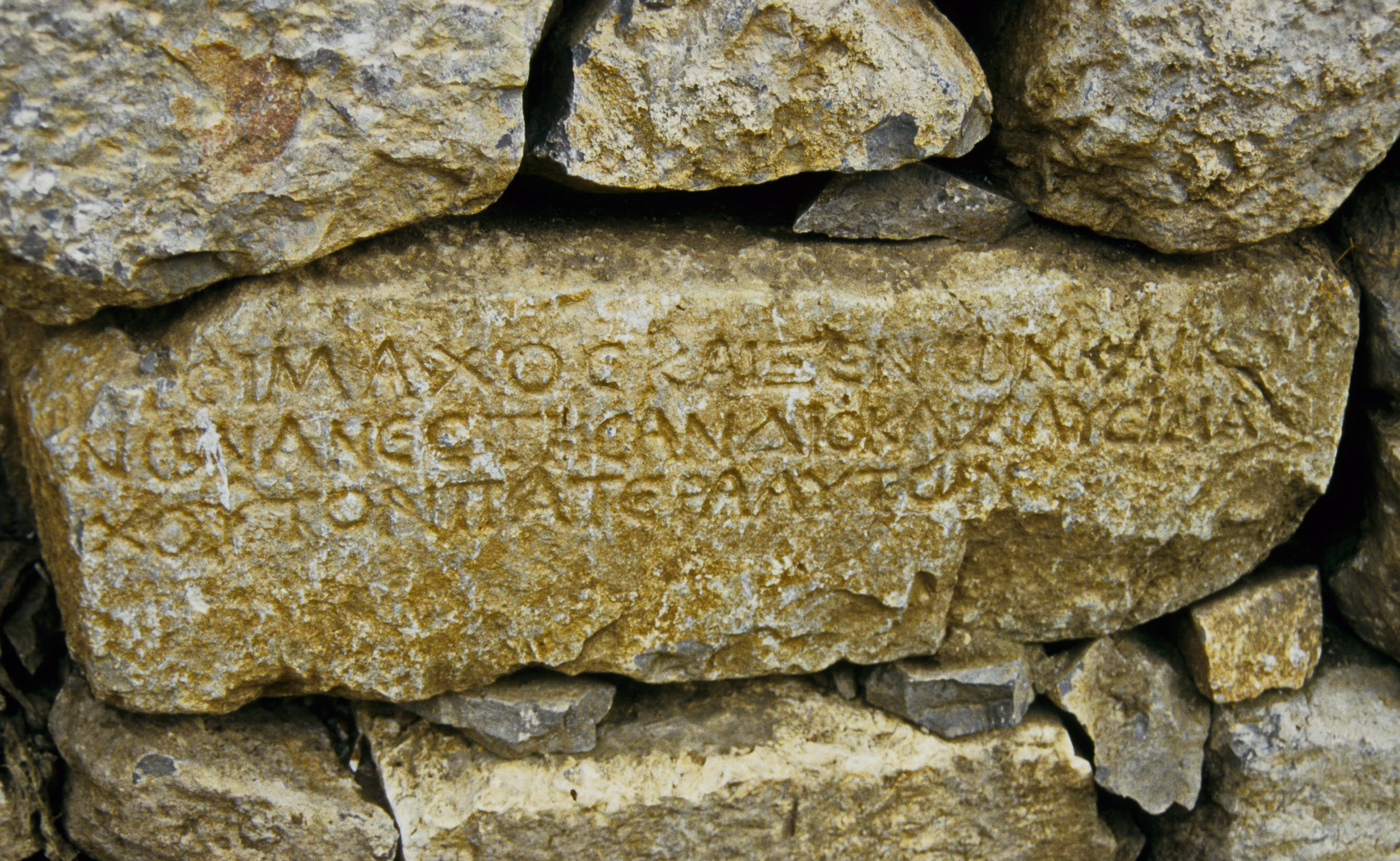
Die Mauer vor der Zindan-Höhle bei Aksu ist mittlerweile verschwunden und damit auch der im Mai 1997 noch eingebaute Inschriftenstein (vermutlich seitdem im Museum in Isparta)

Von der Tempelanlage führt eine einfach gewölbte römische Brücke (Zindan Roma Köprüsü) über den Aksu Çayı (Köprü Irmağı), die das Heiligtum mit einem südlich gelegenen Friedhof verbindet. Auf dem Schlussstein der Brücke ist eine Büste des bärtigen Gottes Eurymedon eingelassen. An den Seiten der Brücke, die aus Blocksteinen gebaut wurde, führen Treppenstufen hinunter zum Fluss. Die Höhle ist beleuchtet und kann besichtigt werden. Um die Fledermauskolonie dort zu erhalten, wurde die Höhle zum Schutzgebiet erklärt.
Inschriften aus der Zindan-Höhle beziehen sich nicht, wie bisher angenommen, auf den Flussgott Eurymedon, sondern auf den Tempel in der Höhle und besagen, dass sein Bau vermutlich auf die Herrschaftszeit von Kaiser Mark Aurel zurückgeht. Dieser ländliche Tempel befand sich wahrscheinlich innerhalb des Stadtterritoriums von Timbriada (s. o.).

### Kasımlar und Kasımlar-Stausee

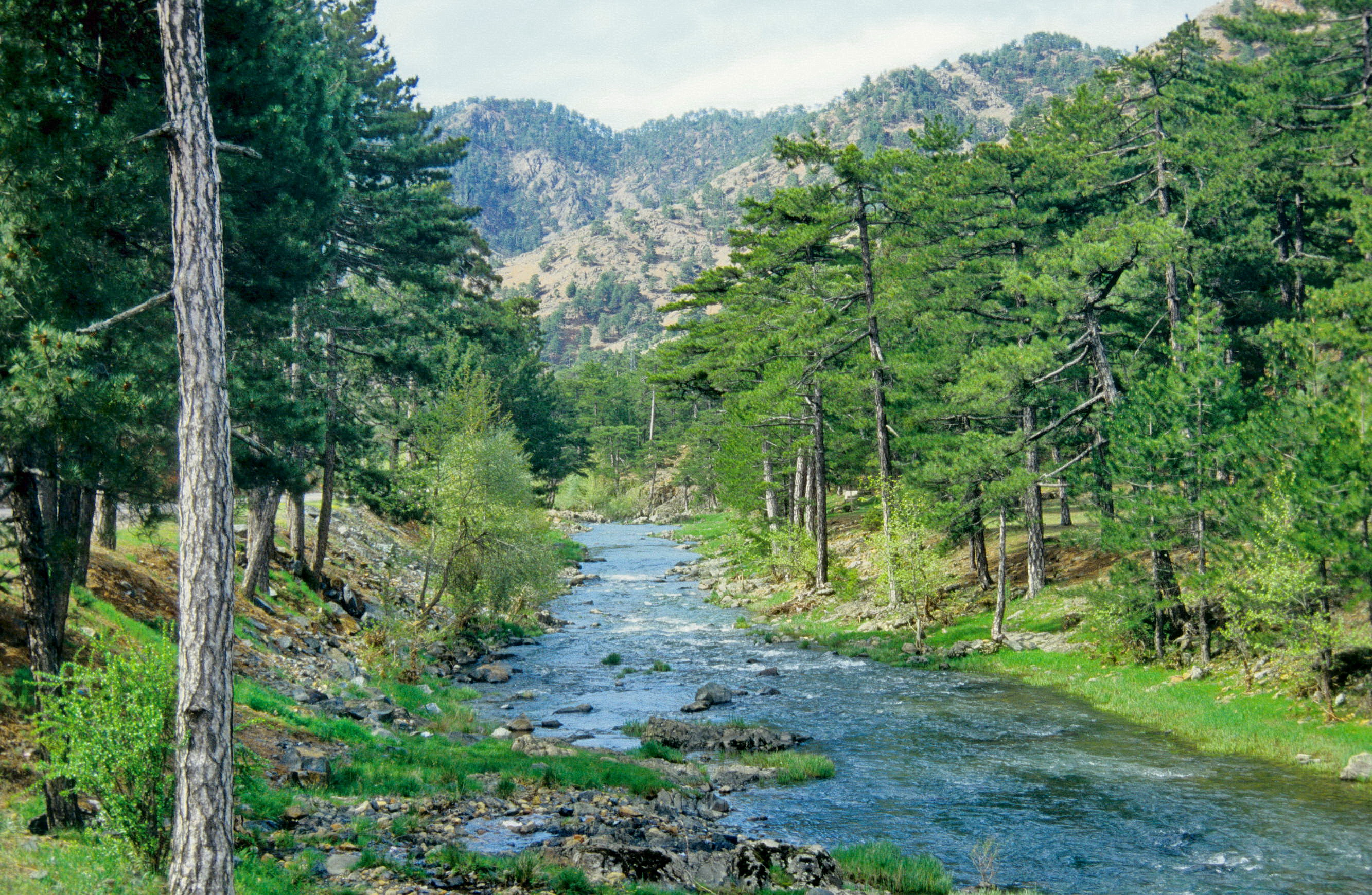
Der Weg nach Kasımlar mit seinem Stausee führt von Aksu via Belence durch einen abwechslungsreichen Berglandbereich

Von Aksu führt die asphaltierte Aksu-Sütçüler-Straße via Bağıllı durch das windungs- und waldreiche Kerbtal des Aksu Çayı (Köprü Irmağı) südwärts nach Kozköy mit seinen Marmorsteinbrüchen, wo ein Abzweig südostwärts äußerst kurvig dem Köprü Irmağı folgend via Belence durch einen abwechslungsreichen Berglandbereich das Nordende der noch jungen Kasımlar-Talsperre erreicht. Ein Abstecher südlich der Sperrmauer zum 764 m hochgelegenen Dorf Kasımlar ist allein schon wegen des eindrucksvollen Blicks auf den Nordeingang des gewaltigen Kasımlar-Canyons des Köprü Irmağı empfehlenswert.
Kasımlar, ein abgelegenes Dorf im Distrikt Sütçüler in der Provinz Isparta, ist erst durch den dortigen Staudamm- und Kraftwerksbau bekannt geworden. Der Ort ist 110 km von Isparta und 47 km von Sütçüler entfernt. Es liegt auf einem unwegsamen Gelände im Yukarı-Köprüçay-Becken (Oberes Köprü-Irmağı-Becken). Zu seiner Geschichte ist wenig bekannt. Der Ort Kasımlar hatte 1840 25 Familien mit 71 Einwohnern und trägt seit 1912 weiterhin den gleichen Namen. Der dem Ort am 8. Juni 1992 verliehene Status einer eigenständigen Stadtgemeinde endete im Jahr 2013, als die Einwohnerzahl unter 2000 Personen fiel. 2019 hatte das Dorf 442 Einwohner.
Das Talsperrenprojekt bei Kasimlar am Ayvalı Çayı (Kasımlar Barajı am Köprü Irmağı) in einer Höhe zwischen 828 und 476 m wurde 2016 abgeschlossen und die Anlagen mit zwei Wasserkraftwerken (Kasımlar I und II), zwei Reglern (Kasımlar, İbişler), einem Staudamm sowie dem Tunnel-/Kanalsystem für den Wassertransport im gleichen Jahr mit 100 MW installierter Leistung und 268,30 GWh Produktion eröffnet. Das Wasserspeichervolumen liegt bei 43,4 Mio. m³. Die Wasserfallhöhe beträgt 83 m (Nettofallhöhe 78,3 m). Damm und Regler wurden nur zum Zweck der Stromerzeugung gebaut und nicht für Bewässerung oder als Hochwasserschutz. Die Projektfläche beträgt etwas über 115 ha, davon sind 90 ha Waldfläche und knapp 25 ha Nichtwaldfläche (Landwirtschaftsfläche etc.).
Mit der Füllung der Talsperre im Tal des Ayvali-Bachs (Köprü Irmağı) wurden das Ortsviertel Yalı von Kasımlar und das Dorf Darıbükü (mit 50 Häusern) überflutet und diese Siedlungen enteignet. Der Köprülü-Canyon-Nationalpark beginnt mit seinem Nordende nur 700 m südlich von Kasımlar-II. Probleme mit dem Staudamm, Umsiedlung und Entschädigungen gestalteten das Projekt nach Fertigstellung in mancherlei Hinsicht fragwürdig.
Der Kasimlar-Damm mit RCC-Körper (Walzenverdichteter Beton) misst vom Fundament am Fluss (741 m Höhe) bis zur Dammkrone (831 m Höhe) 90 m. Vom Regler im Kartoz-Çayı-Tal bei İbişler wird Wasser mit einer Kapazität von 15 m³/s über einen 1016 m langen Kanal und einen 2172 m langen Tunnel zum Kasımlar-Stausee geleitet. Das dortige Kraftwerk Kasımlar I am Fuße des Damms mit einem Durchfluss von 34 m³/s und zwei Turbinen hat eine installierte Leistung von 25 MW; die jährliche Energieproduktion beträgt (gesamt) 67,35 GWh. Darüber hinaus wird über den auf 745 m Höhe 700 m hinter dem Staudamm gebauten Kasımlar-Regler mittels eines 1040 m langen geschlossenen und 4373 m langen offenen Kanals sowie eines 1891 m langen Tunnels Wasser mit einer Kapazität von 34 m³/s zum Kasımlar-Stausee gebracht. Über einen weiteren 923 m stahlbetonausgekleideten Druckstollen, eine 168 m lange senkrechte Druckleitung (innerhalb eines Schachtes) und eine 533 m lange Druckleitung (innerhalb eines Tunnels) wird das Wasser zum Kraftwerk Değirmenözü (Kasımlar-Kraftwerk II) auf 476 m Seehöhe geleitet. Die installierte Leistung des Kraftwerks dort mit zwei Turbinen beträgt ca. 75 MW, die jährliche Energieproduktion 200 GWh. Bei Planung und Bau der Anlage wurde allerdings nicht berücksichtigt, dass sich der Stausee in 40–50 Jahren mit Sedimenten füllen wird und die Wasserhaltekapazität danach nicht mehr ausreichen dürfte.

### Canyon-Land und Selge (Altınkaya)

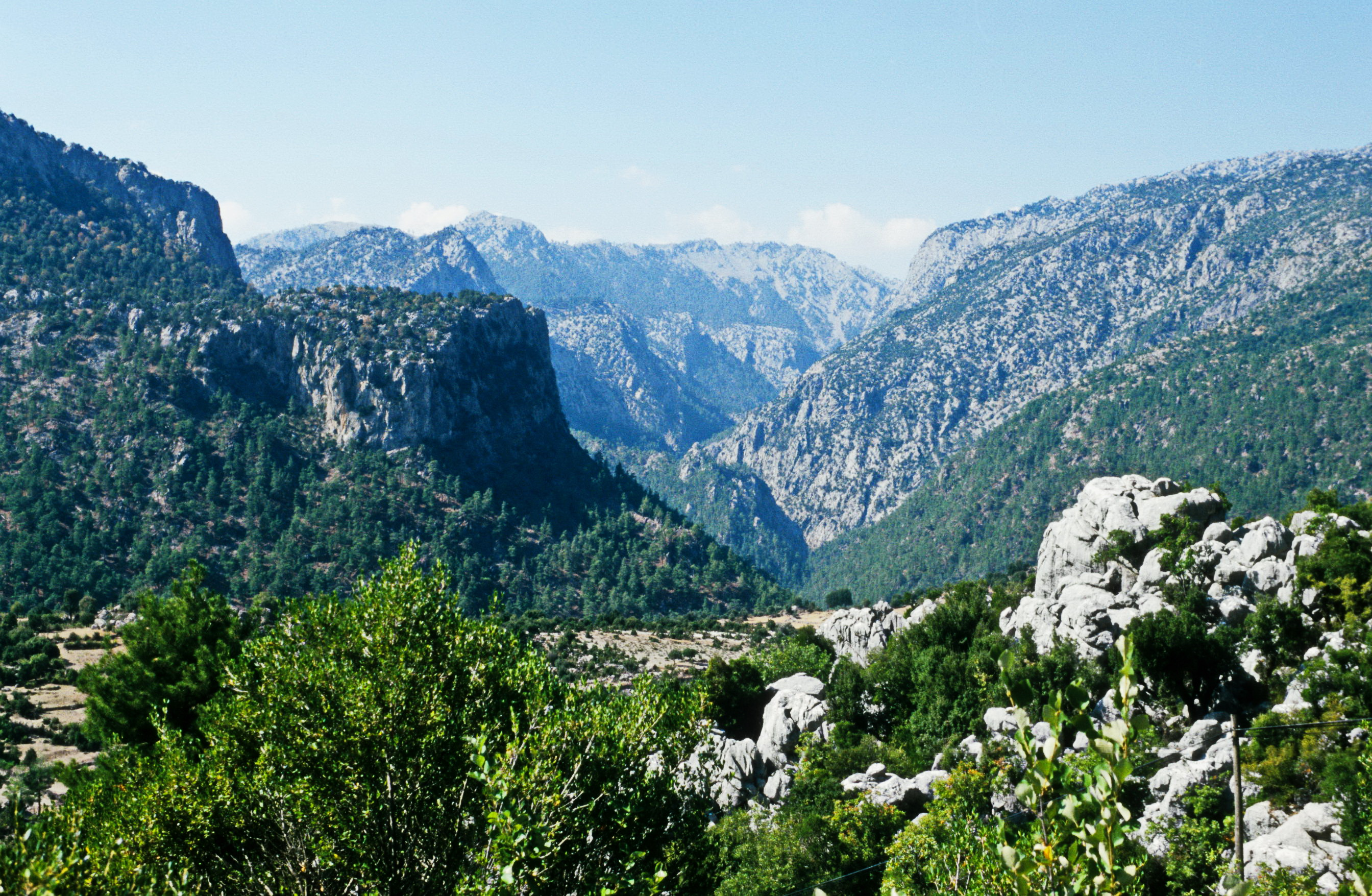
Südlich von Kasımlar erreicht der Köprü Irmağı mit dem Kasımlar-Canyon den zentralen Canyon-Bereich des Köprü-Irmağı-Beckens und durchbricht dabei die östlichen Ausläufer des über 2500 m hohen Tota Dağı in einem gewaltigen Einschnitt, dessen enge Schlucht südwärts bis nach Değirmenözu reicht.

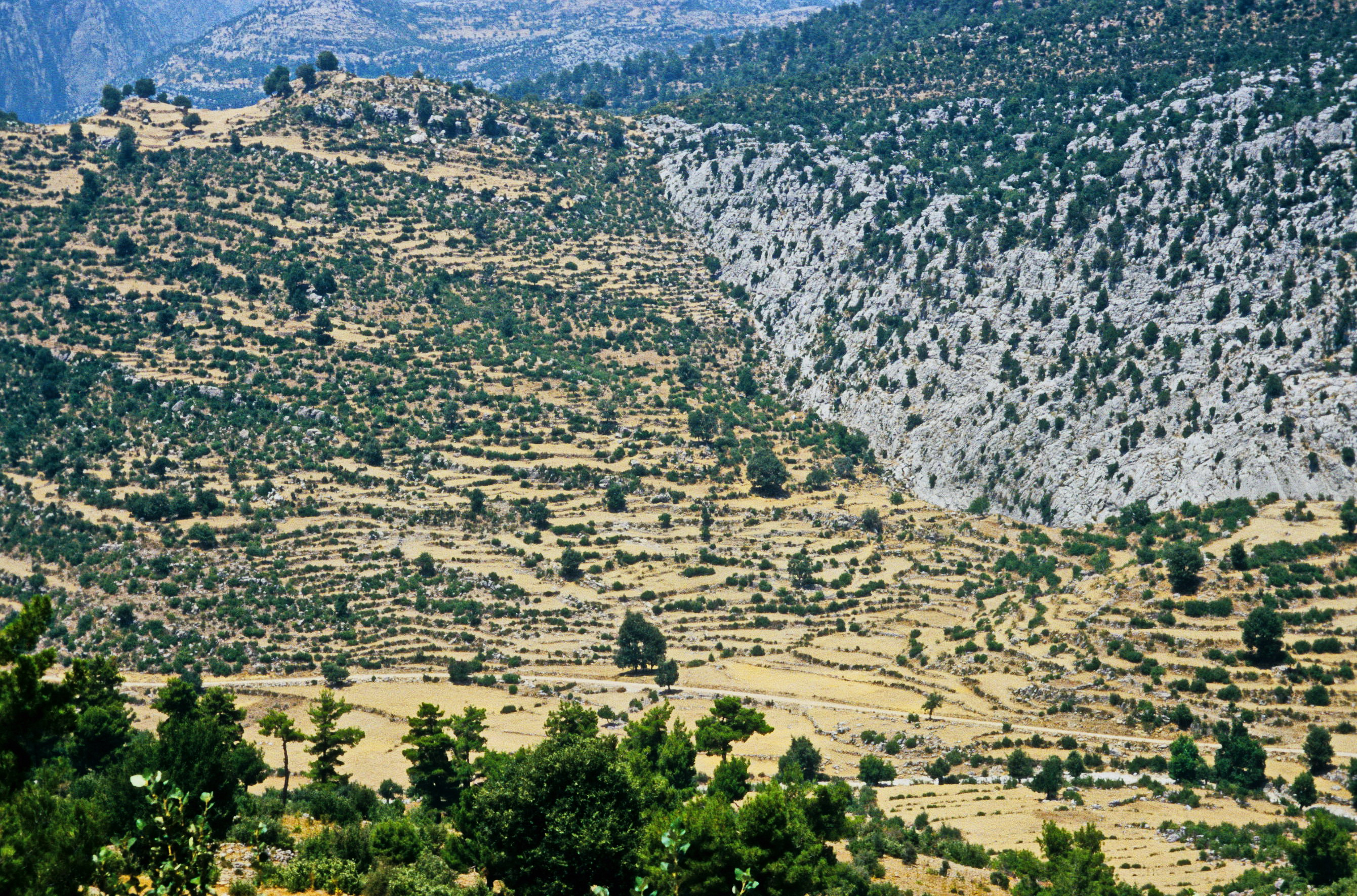
Am abgelegenen Ort Yeşilbağ in den Bergen südlich von Kasımlar haben sich eindrucksvolle historische Ackerterrassenanlagen am Kuyucak Dağı erhalten.

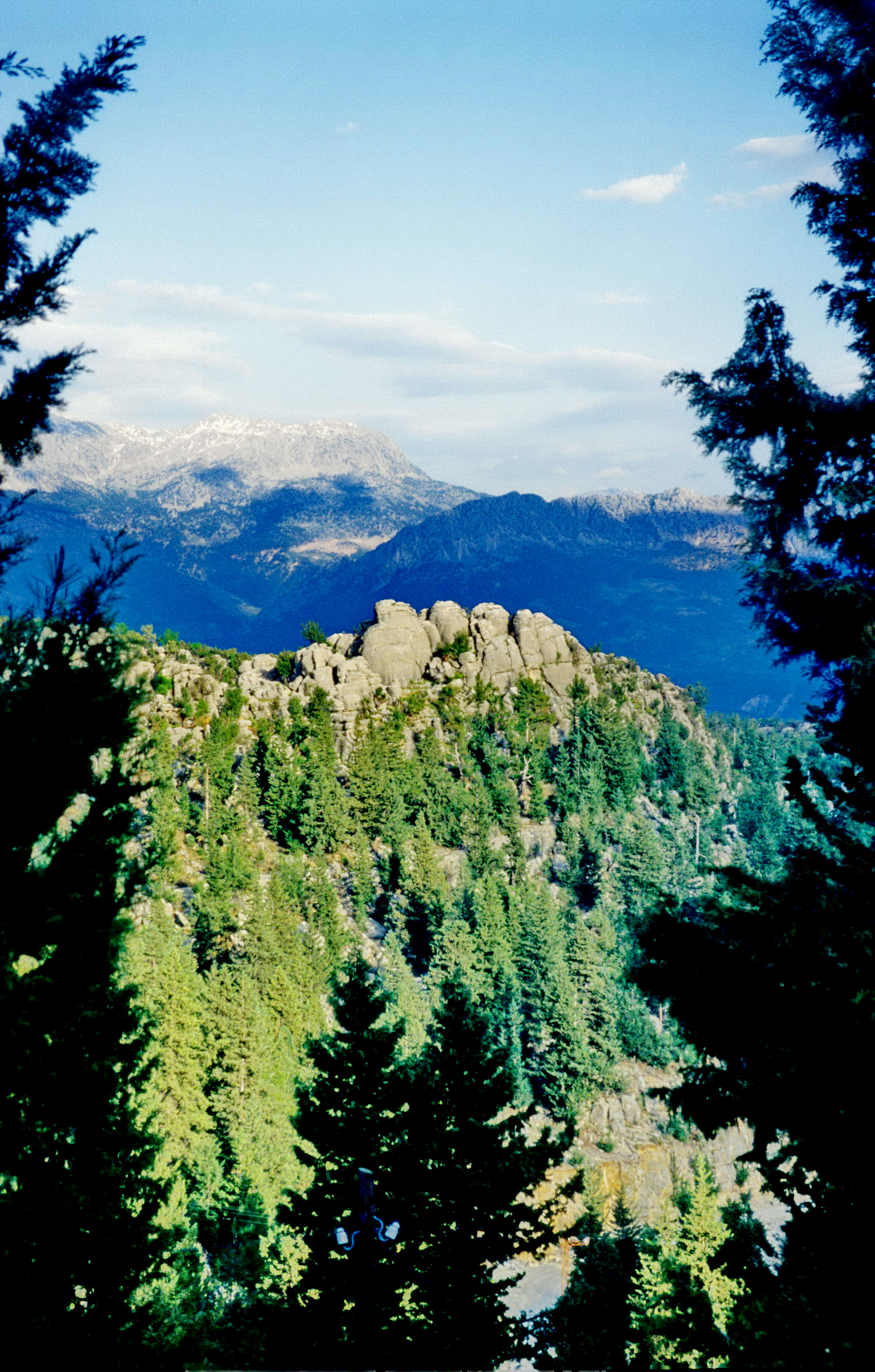
Im mittleren Abschnitt des Köprlü-Canyons liegt der spektakuläre Tazı Kanyonu (Adler-Schlucht, eigentlich Windhund-Canyon) mit 200–400 m hohen und nahezu senkrechten Wänden.

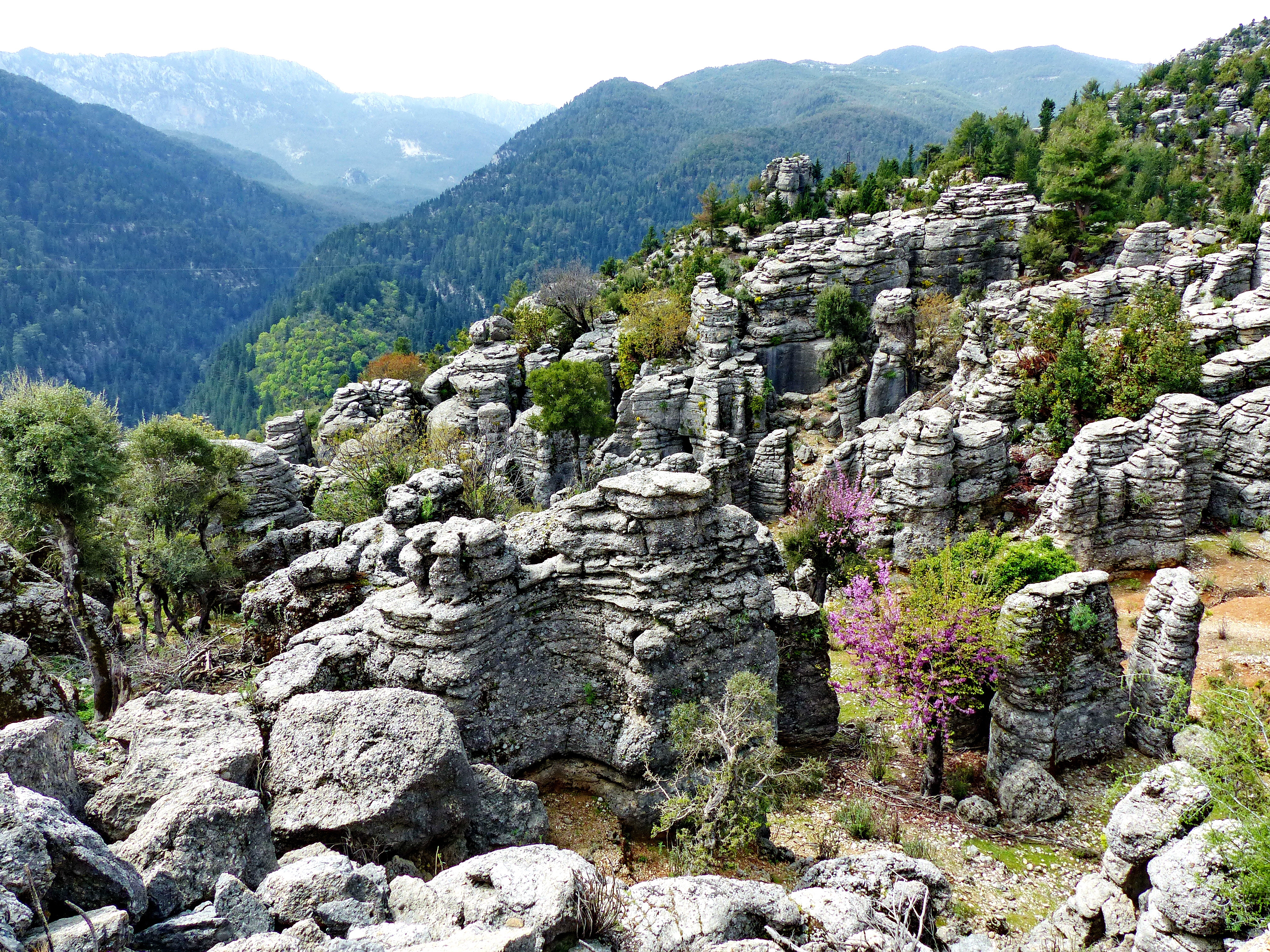
Von Bozyaka aus führt ein abenteuerliches Bergsträßchen über die berühmte historische Oluk Köprü durch eine malerische Karstlandschaft mit skurrilen „Pancake Rocks“ entlang des Börtü Böcek-Canyons.

Südlich von Kasımlar, wo der Straßenzustand bis zum Köprülü-Canyon nicht der beste ist, erreicht der Köprü Irmağı mit dem Kasımlar-Canyon den zentralen Canyon-Bereich des Köprü-Irmağı-Beckens und durchbricht dabei die östlichen Ausläufer des über 2500 m hohen Tota Dağı in einen gewaltigen Einschnitt, dessen enge Schlucht südwärts bis nach Değirmenözu reicht und mit dem Kuzdere-Tal südwestlich von Çukurca einen ebenfalls eindrucksvollen westlichen Ast ausbildet. Das enge Tal des Kasımlar-Canyon ist touristisch kaum erschlossen und erfordert für den Straßenverlauf Richtung Süden eine weiter östlich verlaufende Trasse über İbişler und Kesme nach Yeşilbağ mit eindrucksvollen historischen Terrassenanlagen am Kuyucak Dağı sowie weiter nach Değirmenözu. Südlich von Çaltepe beginnt dann der Kernbereich des Nationalparks „Köprülü Kanyon Milli Parkı“ mit dem Köprülü-Canyon als südlichem Abschnitt der Canyon-Region im Köprü-Irmağı-Becken mit dem spektakulären Tazı Kanyonu (Adler-Schlucht, eigentlich Windhund-Canyon). Der Tazı Kanyonu mit 200–400 m hohen nahezu senkrechten Wänden ist ein natürlicher Canyon, der durch Beiträge in den sozialen Medien sehr in Mode gekommen ist. Dieses Tal erinnert an skandinavische Fjorde. Seine Natur ist relativ unberührt, denn es ist nicht einfach, ihn zu erreichen, weil man etwa 11 km über steile Felsen hoch in den Bergen steigen muss. Er ist sehr reich an Biodiversität mit vielen Pflanzen- und Tierarten, wie Wildziegen, Kaninchen, Adlern, Felsentauben und Falken. Das Bilgelik Vadisi (Weisheitstal) im Tazı Canyon wird nach und nach auch zu einem beliebten Ziel für Camping.

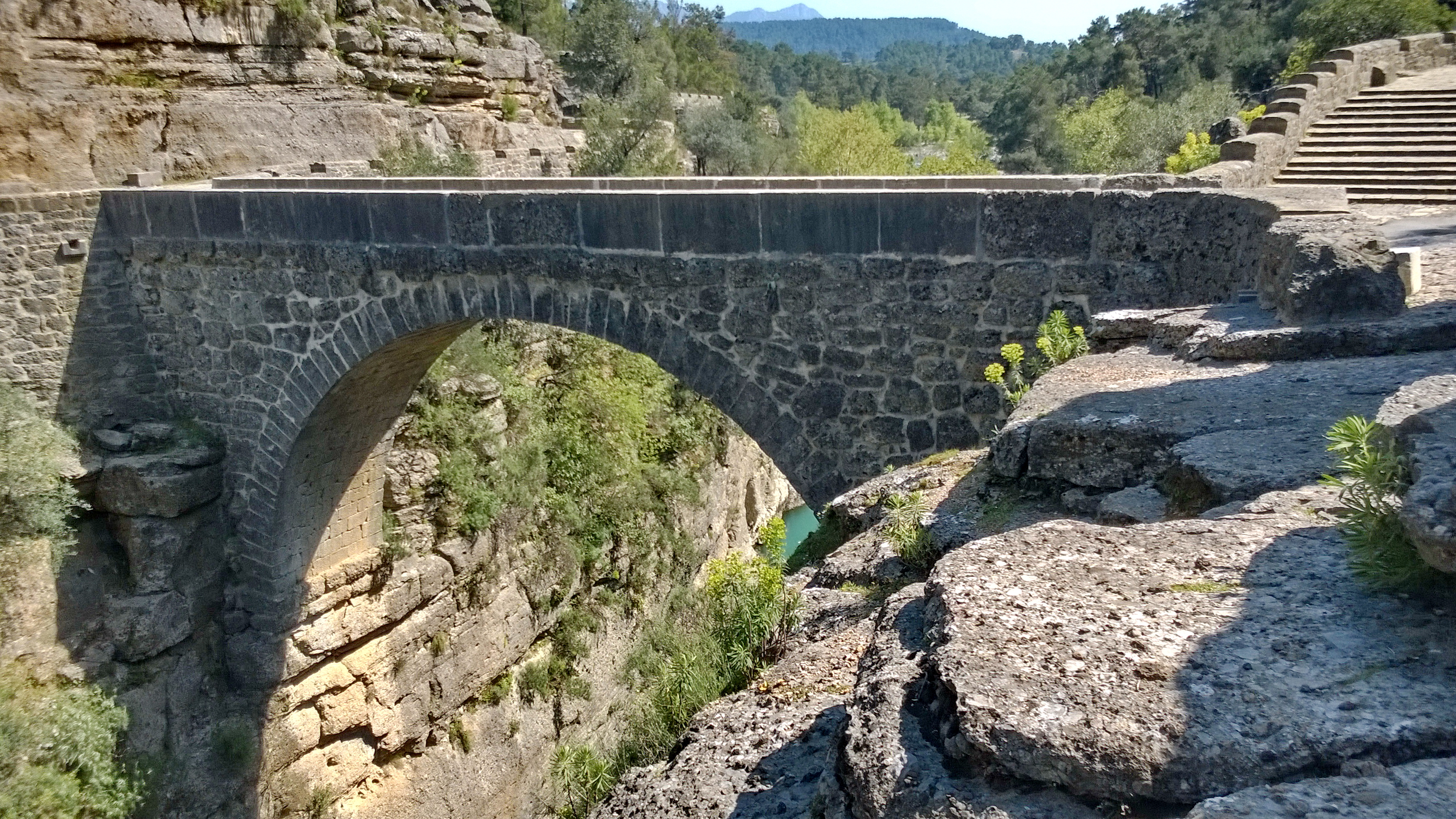
Das Bild zeigt die Oluk Köprü am Köprülü-Canyon 2016 nach der Restaurierung

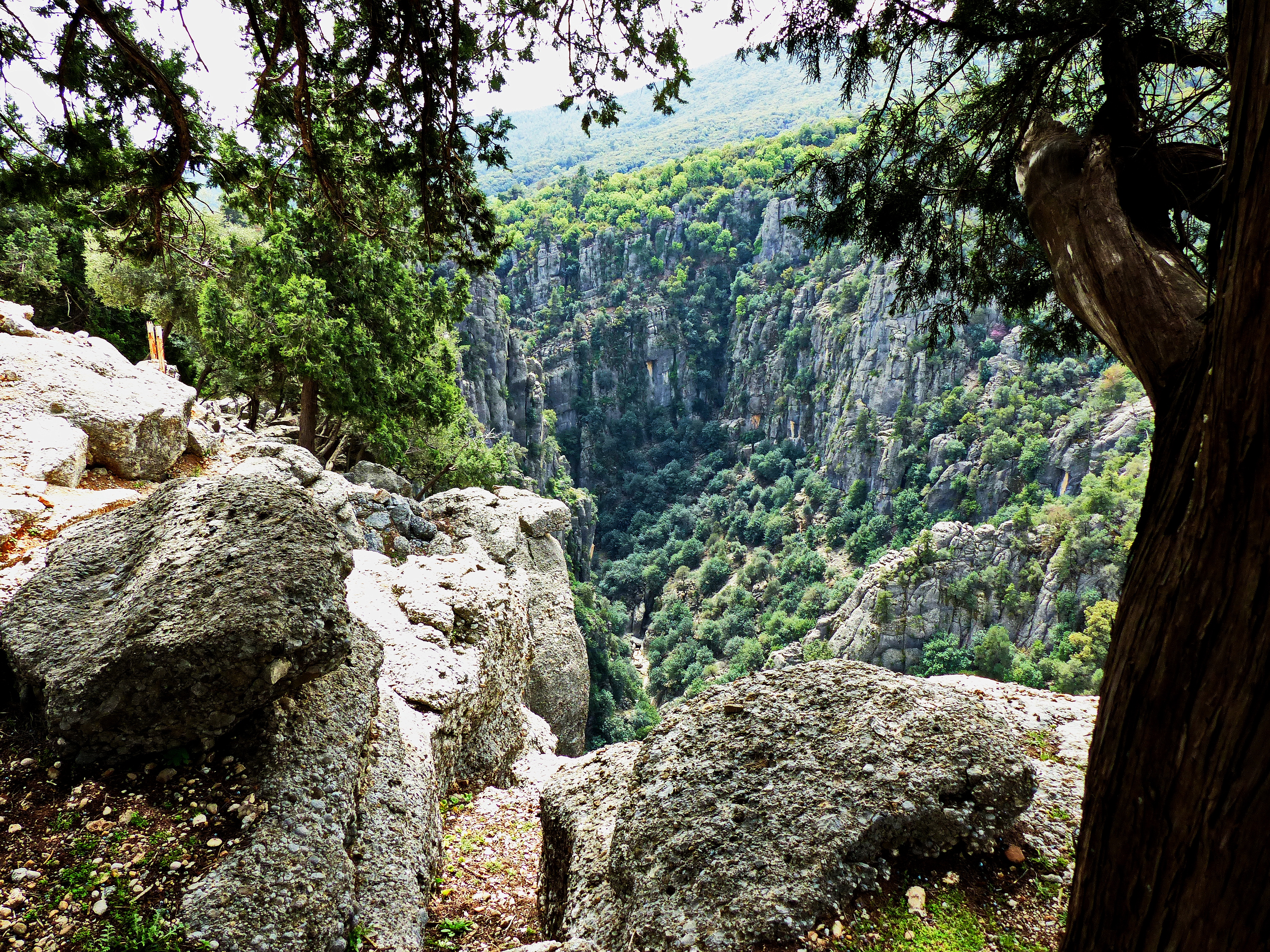
Blick in den „Wanzen-Cancon“ auf dem Wege von Bozyaka nach Selge (Altınkaya).

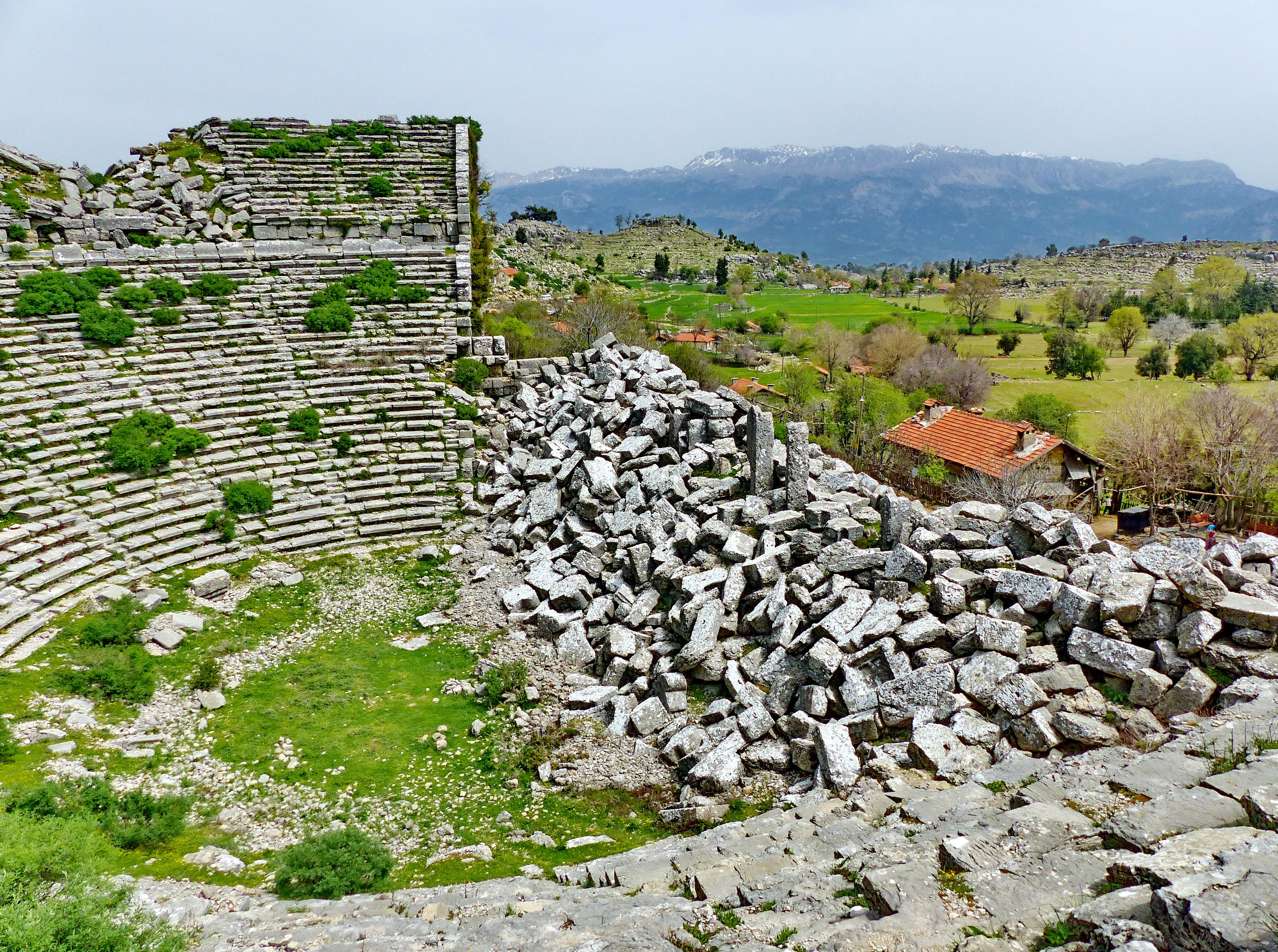
Blick vom Theater von Selge über die Hochfläche des Kuyucak Dağı auf den Akdağ im Taurus

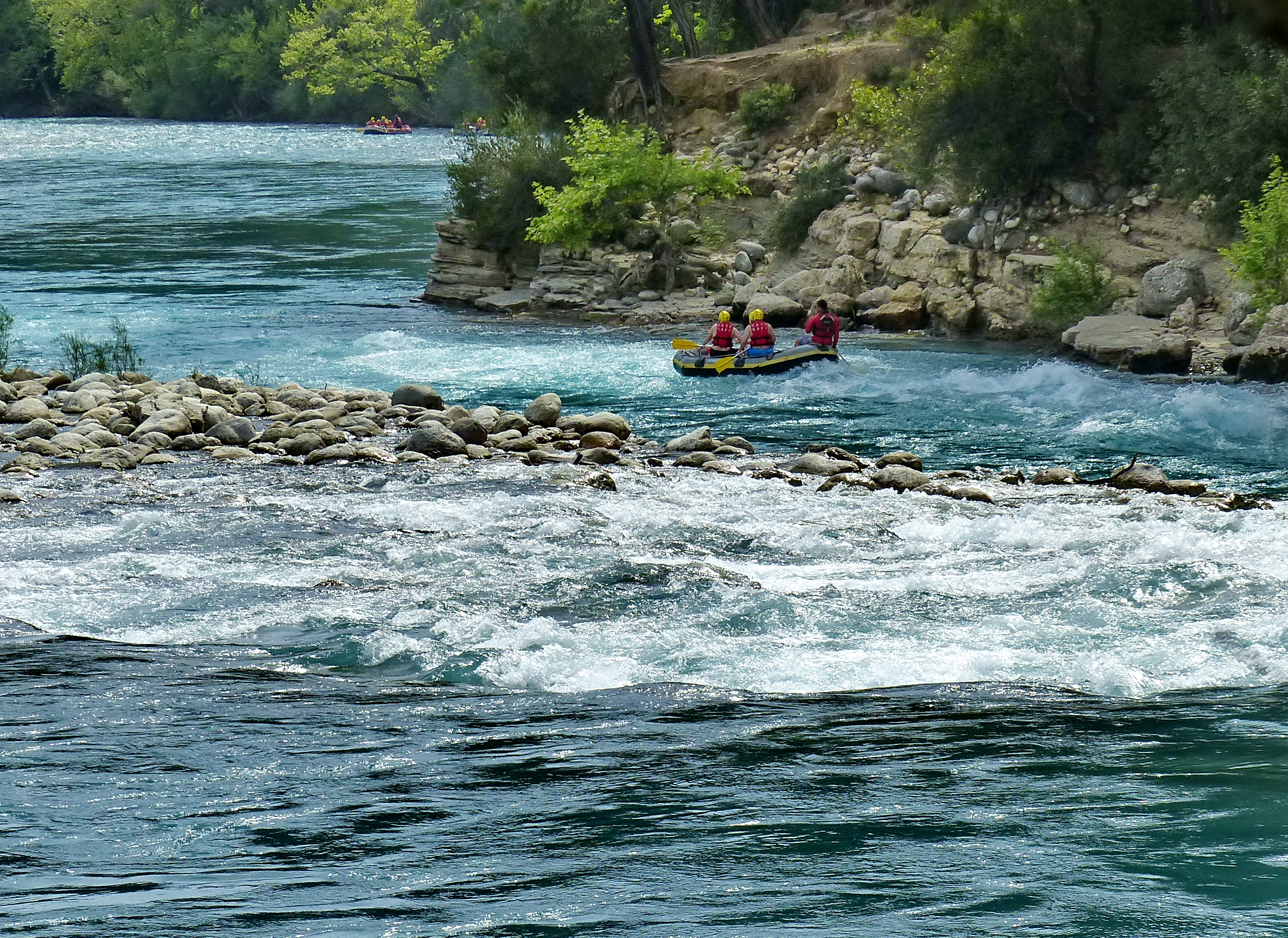
Wo sich zwischen Bozyaka und Beşkonak das Tal des Köprü Irmağı weitet, häufen sich Raftingstationen für Wildwasserfahrten auf dem Fluss.

Auch hier gibt es einen Umweg im Straßenverlauf abseits des Köprü Irmağı, ehe man wieder am Fluss den Flecken Bozyaka mit seinen einladenden Fischlokalen am südlichen Ende des Köprülü-Canyons erreicht. Von dort führt ein abenteuerliches Bergsträßchen über die berühmte historische Oluk Köprü (Eurymedonbrücke) und durch eine malerische Karstlandschaft mit skurrilen „Pancake Rocks“ parallel zum aussichtsreichen Börtü Böcek Kanyonu (Wanzen-Canyon) aufwärts nach Altınkaya. Altınkaya oder Zerk ist ein Dorf auf 1250 m Höhe im Taurusgebirge im Kreis Manavgat (Provinz Antalya) mit den sehenswerten Ruinen der antiken Stadt Selge.
Die Straßenbreite auf der befahrbaren Oluk Köprü beträgt 2,5 m, die lichte Weite ihres Einzelbogens ca. 7 m und die Dicke der ohne Verwendung von Mörtel zusammengesetzten Quadersteine 60 cm. Die Bautechnik und die Dauerhaftigkeit des Mauerwerks deuten auf eine Bauzeit im 2. Jh. n. Chr., der Blütezeit von Selge.

### Aspendos/Belkis
Südlich der Eurymedonbrücke, wo sich zwischen Bozyaka und Beşkonak das Tal weitet, häufen sich Raftingstationen für Wildwasserfahrten auf dem Köprü Irmağı. Im Süden von Beşkonak durcheilt der Fluss die Vorgebirgszone des Taurus und erreicht bei Sarıabalı die Antalya-Küstenebene östlich der Kreisstadt Serik. Die Straßenverbindung dagegen verlässt endgültig das Tal des Köprü Irmağı, überwindet über den Irmasan-Pass (Irmasan Geçidi, 1525 m) das Vorgebirge in Richtung Taşağıl. Von Taşağıl aus erreicht man über die vierspurig ausgebaute Fernstraße D400 westwärts den Abzweig nach Aspendos und gleichzeitig die auffällige antike Eurymedonbrücke (Köprüpazar Köprüsü) über den Köprü Irmağı. Die Köprüpazar-Brücke, eine Spitzbogenbrücke, die im 13. Jahrhundert von den Seldschuken erneuert wurde (s. o.), wurde auf den Fundamenten der römischen 9-bögigen Eurymedon-Brücke errichtet. In der Mitte des Straßenverlaufs sind deutliche Abweichungen zu erkennen, da die Brücke den Fußresten der alten römischen Struktur im Flussbett folgt. Die fast 260 m lange Brücke mit einer weitesten Bogenspannweite von 23,50 m ist stellenweise bis zu 9,45 m breit und ruht auf 9,60 m dicken Tragfundamenten.

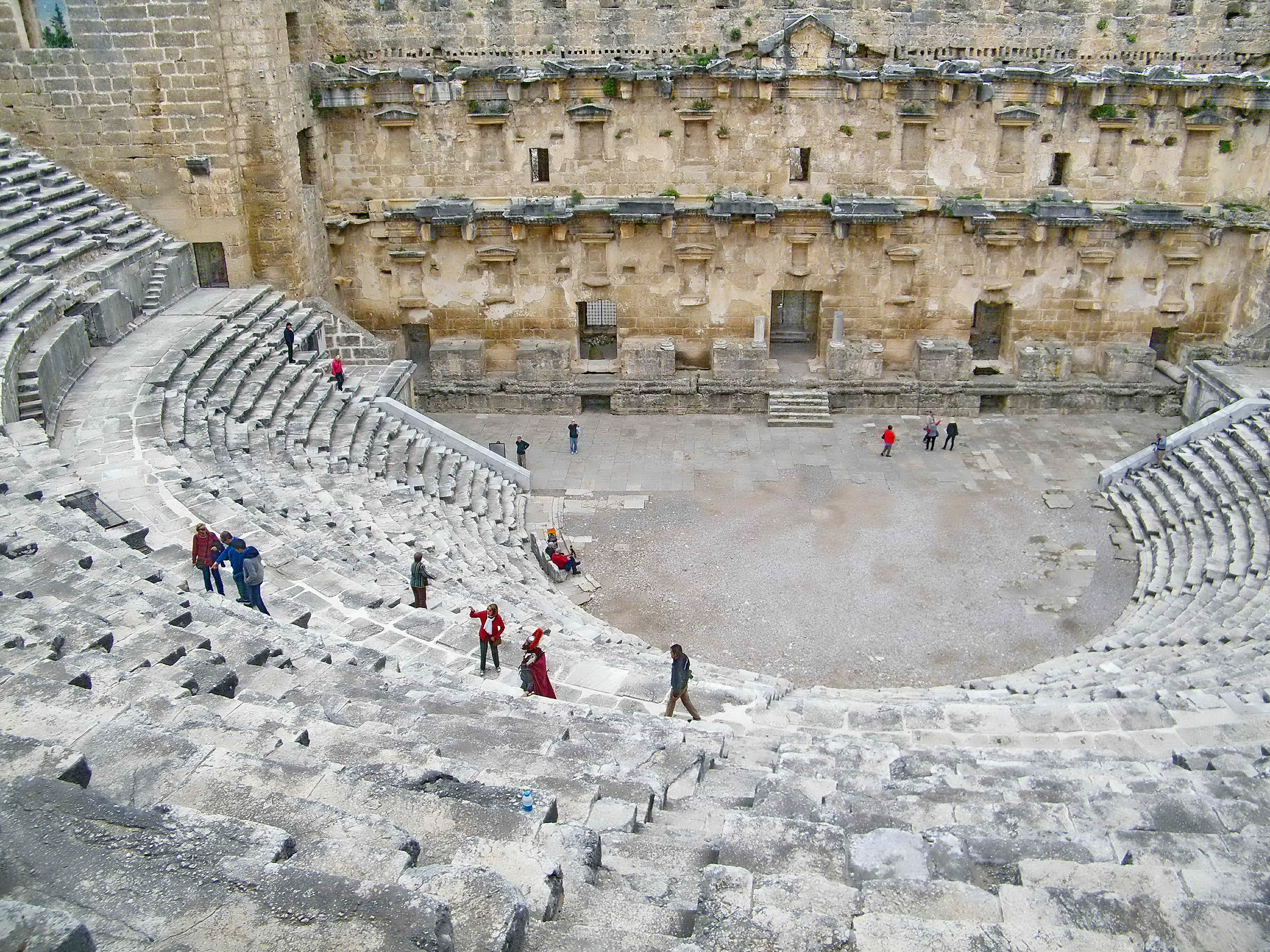
Das Bild zeigt den restaurierten Innenraum des antiken Theaters von Aspendos, in dem im Sommer kulturelle Veranstaltungen abgehalten werden.

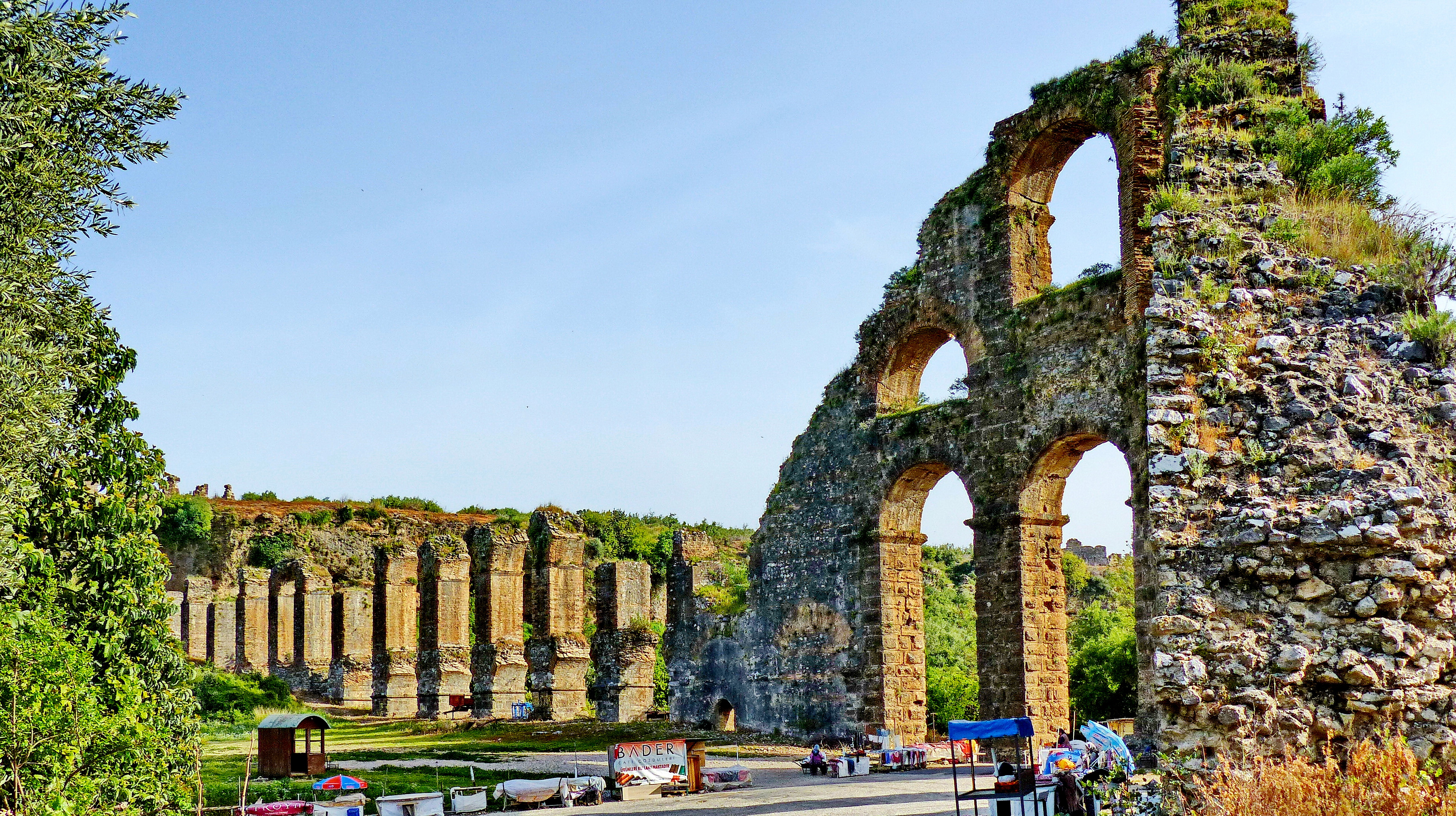
Reste des antiken Aquädukts von Aspendos (Aspendos Su Kemeri), dessen Quellfassungen etwa 20 km entfernt in den Bergen bei Gökçepınar und Pınarbaşı lagen, und deren Bau damals 2 Mio. Denare gekostet haben soll.

Nur wenige Kilometer flussaufwärts erreicht man am Köprü Irmağı die Ruinen der antiken Stadt Aspendos mit ihrem berühmten antiken Theater und den Resten einer kolossalen antiken Wasserleitung (Aspendos Su Kemeri), deren Quellfassungen etwa 20 km entfernt in den Bergen bei Gökçepınar (550 m Höhe) und Pınarbaşı (440 m Höhe) liegen, und deren Bau insgesamt 2 Mio. Denare gekostet haben soll, was 2015 einer Summe von etwa 8 Millionen Euro entspräche. Der letzte Bauabschnitt überbrückte die weite Talsenke des antiken Eurymedon bei Aspendos.

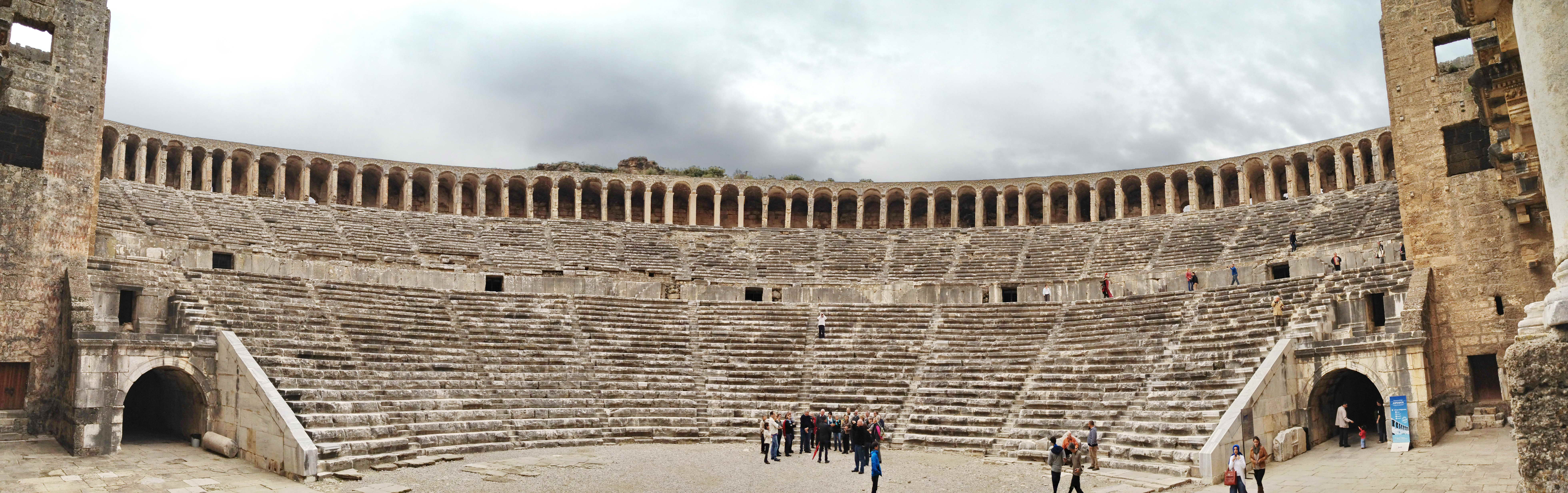
Blick auf die Zuschauer-Tribüne des restaurierten antiken Theaters in Aspendos.